# Isar
Die Isar ist ein für Wasserfahrzeuge über Floßgröße nicht schiffbarer Fluss in Tirol (Österreich) und Bayern (Deutschland), der nach einem 292 km langen Lauf südlich von Deggendorf von rechts in die Donau mündet.
Sie entspringt in den Alpen im Tiroler Teil des Karwendels im Hinterautal, wechselt nach etwa 22 km unterhalb von Scharnitz über die Staatsgrenze nach Bayern, wo sie noch in den Alpen erst durch Mittenwald, dann durch Krün, Wallgau und im sogenannten Isarwinkel durch Lenggries und Gaißach fließt. Das Alpenvorland erreicht sie am Beginn des Mittellaufs bei Bad Tölz, an ihm folgen dann die Städte Geretsried, Wolfratshausen, München, Freising und Moosburg. Der Unterlauf fließt durch Landshut, Dingolfing, Landau an der Isar sowie Plattling.
Fünf Kilometer südlich von Deggendorf mündet die Isar in die Donau. Die frühere Ausprägung als typischer Gebirgs- und Voralpenfluss mit breitem, sich ständig verlagerndem Flussbett, ausgedehnten Schotterbänken und verzweigten Flussarmen weist sie nur noch in einzelnen Bereichen des Oberlaufs auf. Nach der Donau, dem Inn und dem Main ist die Isar mit ihrem größtenteils in Bayern liegenden Einzugsgebiet von 8964,57 km² der viertgrößte Fluss dieses Bundeslandes.
Der wichtigste Nebenfluss ist die in Moosburg zufließende Amper, gefolgt von der in Wolfratshausen mündenden Loisach.

## Etymologie
Nach derzeitigem Forschungsstand ist der Name des Flusses auf die hypothetische indogermanische Wurzel *es oder *is mit der Bedeutung „(fließendes) Wasser“ zurückzuführen, die sich in heutigen Sprachen auf den festen Aggregatzustand des Wassers („Eis“) verengt hat. Ersturkundlich wird der Fluss im Jahr 763 als Isura im Traditionsbuch des Hochstifts Freising genannt.
Von dieser Wurzel leiten sich eine Reihe weiterer Flussnamen ab:
- Jizera oder Iser (Tschechien), Izera (Polen)
- Isère (Frankreich)
- Isère, Oise, früher Isara (Frankreich)
- Isel (Österreich)
- IJssel (Niederlande)
- Yser (französisch), IJzer (niederländisch) (Belgien)
- Eisack (ital.: Isarco) (Südtirol, Italien)
- Isen (Bayern, Deutschland)
- Eis (Rheinland-Pfalz, Deutschland)

Auch die Bezeichnung Ister für den unteren Flussabschnitt der Donau hat vermutlich den gleichen Ursprung. Das die gleiche Wurzel enthaltende „Eisach“ („Wasserlauf“) als Name mehrerer Gebirgsbäche im Alpenraum muss sich nicht notwendigerweise auf „eiskaltes“ Wasser beziehen.
Die Interpretation Hans Bahlows, dass sich das Wort Isar von es, as oder os ableiten lasse und damit als „Sumpfwasser“ zu interpretieren sei, ist in Fachkreisen höchst umstritten, da es sich bei den Namensträgern um fließende Gewässer handelt.
Als veraltet gilt jedenfalls die Deutung, wonach sich der Name Isar aus den keltischen Worten ys (schnell, reißend) und ura (Wasser, Fluss) zusammensetzt. Nach einer anderen Interpretation soll ys gleichzeitig für hoch und tief stehen und damit die Vertikale bezeichnen.

## Geografie
Die Isar entwässert einen großen Teil der Bayerischen Alpen sowie Teile des Karwendels nach Norden zur Donau und damit letztlich zum Schwarzen Meer hin. Insgesamt umfasst das Einzugsgebiet nicht ganz 9.000 km². Da der Niederschlag im Winter vor allem in den Alpen zumeist als Schnee fällt, führt die Isar während der Schneeschmelze im Frühsommer besonders viel Wasser. Mit einem mittleren Abfluss von rund 176 m³/s ist sie mit mittelgroßen deutschen Flüssen wie dem Main (211 m³/s) vergleichbar.

### Verlauf der Ur-Isar
Die Isar ist ein Schmelzwasserausfluss des Isar-Loisach-Gletschers der Würm-Kaltzeit. Ein kaltzeitlicher Fließweg dieser „Ur-Isar“ verlief ab Gaißach südlich von Bad Tölz nach Nordosten in Richtung Holzkirchen. Zunächst folgte sie dann einer ungefähren Linie Holzkirchen – Helfendorf – Aßling bis Wasserburg am Inn, wo sie in den „Ur-Inn“ mündete. Später wandte sie sich nach Norden, folgte etwa der Linie Holzkirchen – Egmating – Markt Schwaben – Erding und traf bei Moosburg nördlich von München auf die Loisach. Der genaue Verlauf der Ur-Isar ist aber unsicher.
Vor 15.000 Jahren kam es in Bad Tölz zu einem Durchbruch durch einen Molasse-Riegel, wobei sich dort die Isar ihre heutige Fließrichtung nach Norden schuf. Sie floss am Ende der Würmeiszeit in den Wolfratshausener See, den sie zum Verlanden brachte.
In römischer Zeit mündete die Isar in die Donau bei der Ortschaft Moos am östlichen Rand des holozänen Mündungsfächers, wo auch ein römisches Kastell im Umfeld des früheren Flussübergangs angelegt wurde. Der ehemalige Verlauf der Isar kann mittelbar anhand der durch fluviatile Erosion geschaffenen Lücken der donauparallelen Römerstraße von Regensburg nach Passau nachvollzogen werden (siehe Bayernatlas). Die Ortsnamen Isarau und Kurzenisarhofen erinnern daran, dass auch nach der bajuwarischen Ortsnamenbezeichnung die Isar eher am Ostrand des Mündungsfachers entlangfloss. Eine Verlagerung nach Westen im Mündungsbereich im Verlaufe des Mittelalters kann auch durch die Verlegung von Plattling nach einem Hochwasser um 1379 an das neue linke Flussufer nachvollzogen werden. Die romanische Kirche St. Jakob markiert das ehemals weiter östlich gelegene Ortszentrum von Plattling.

### Quellflüsse

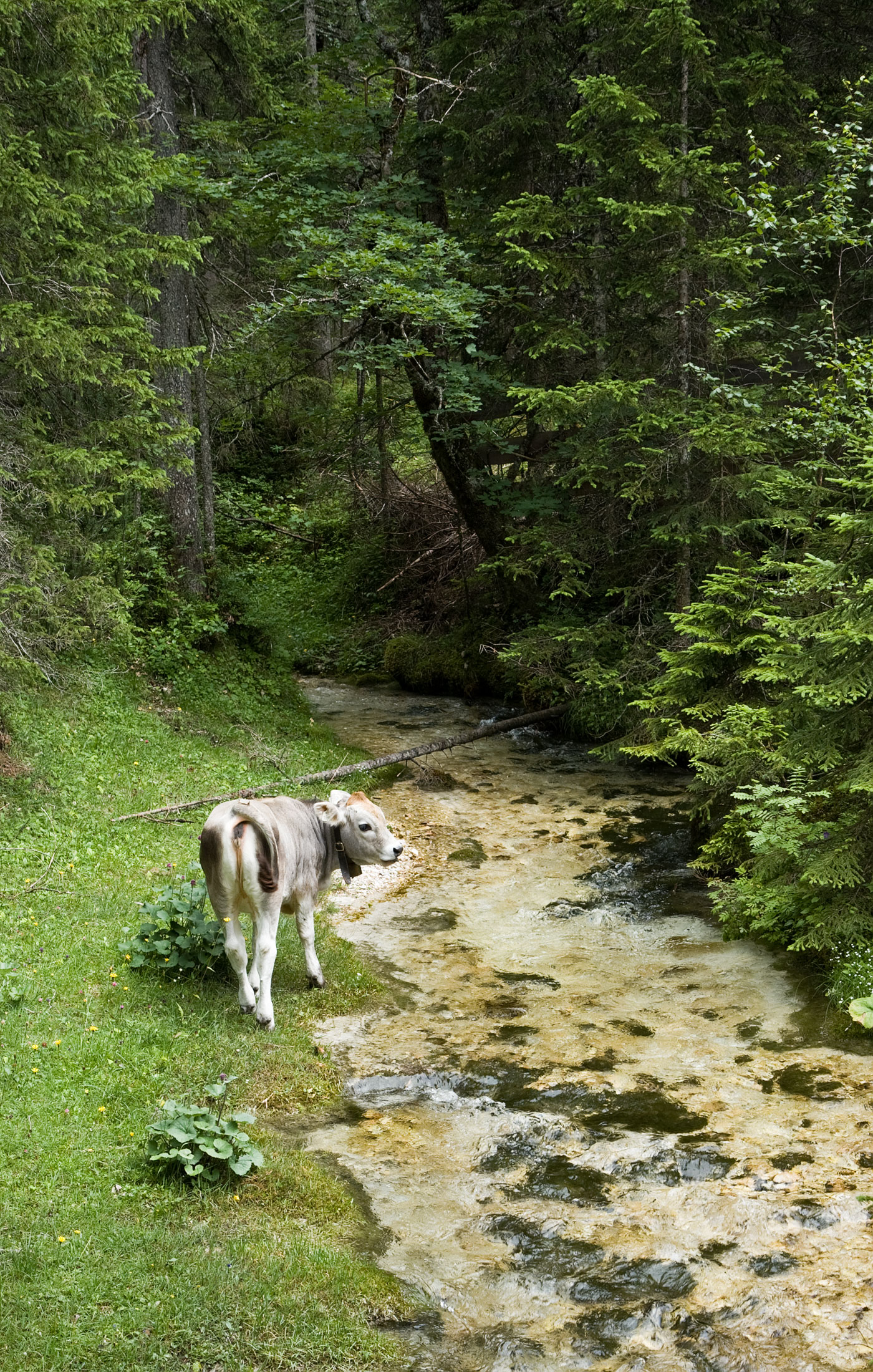
Der Isar-Ursprung im Hinterautal unmittelbar hinter der Hinweistafel

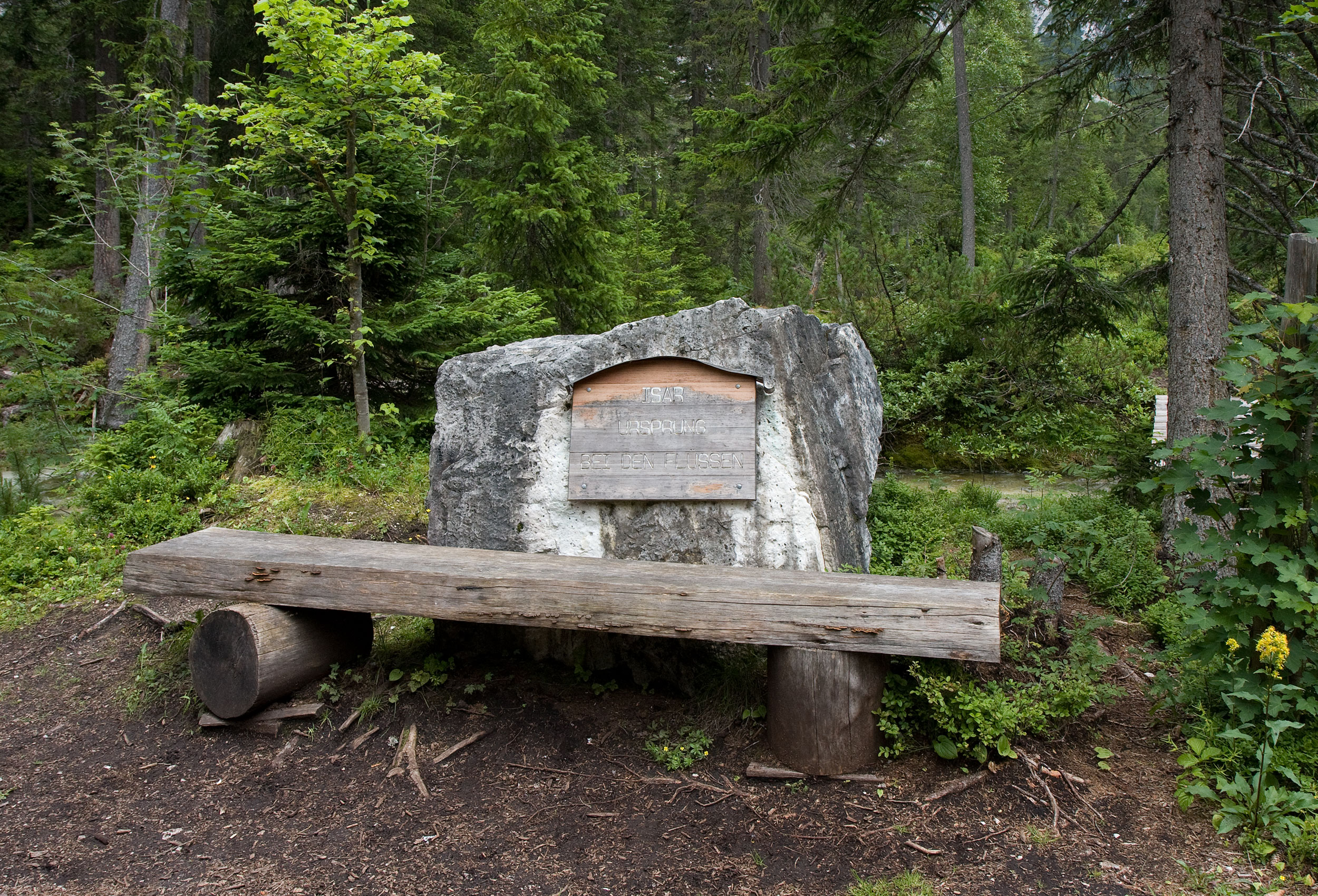
Hinweistafel zum Isar-Ursprung
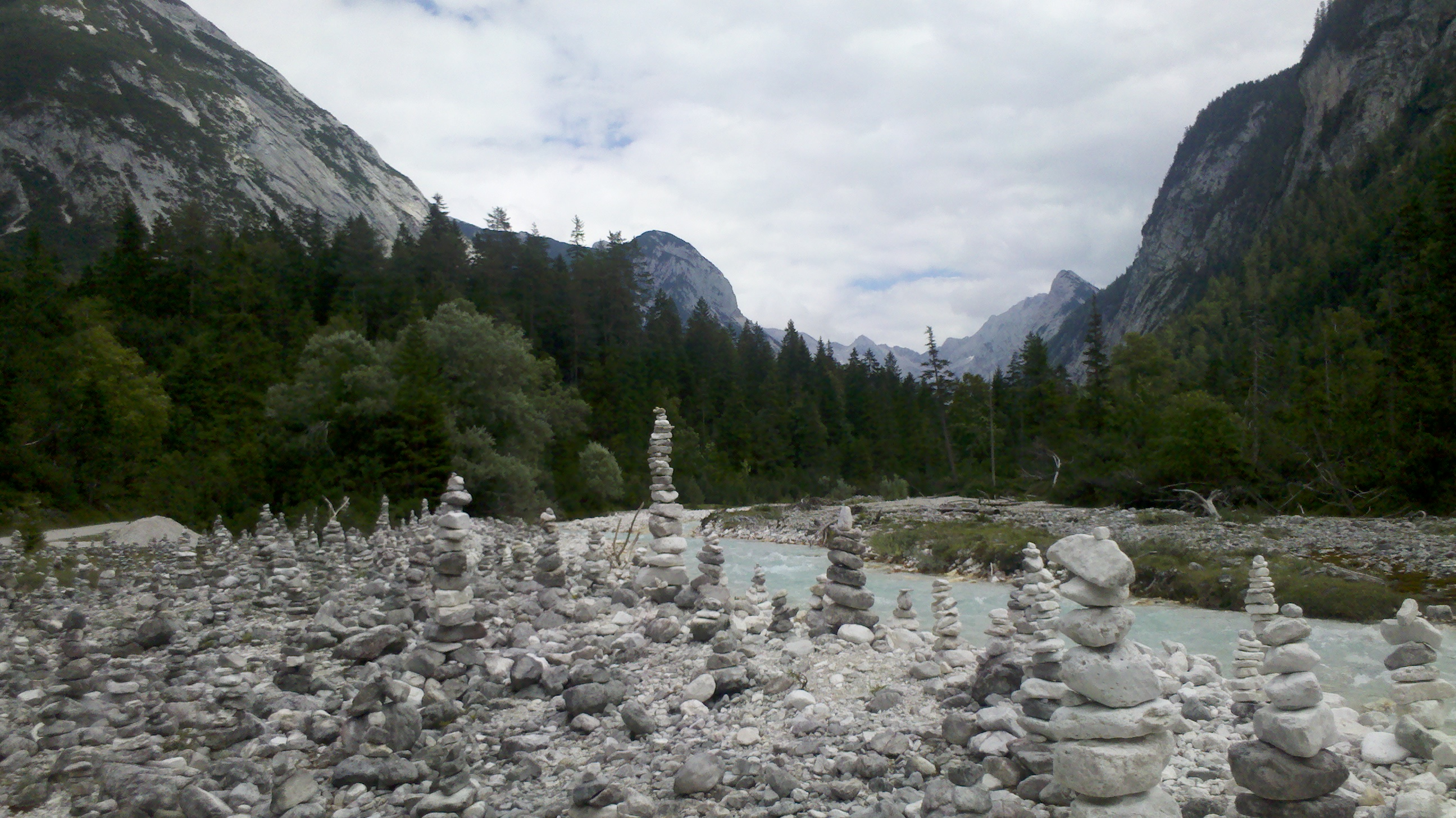
Steinmandl an der Isar im Hinterautal
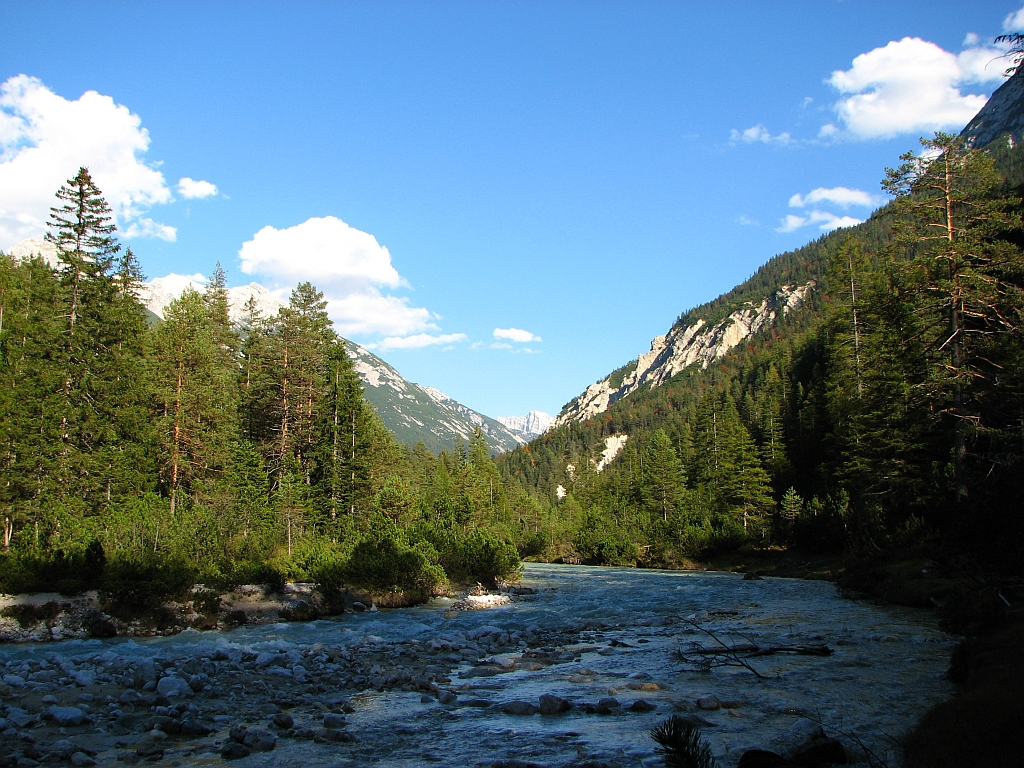
Die Isar im Hinterautal wenige Kilometer vor Scharnitz

Die offiziell als Isar-Ursprung bezeichneten Quellen bzw. Bäche befinden sich im Hinterautal zwischen den beiden mittleren Karwendelketten, der Gleirsch-Halltal-Kette im Süden und der Hinterautal-Vomper-Kette im Norden, auf 1160 m ü. A. Der Lafatscher Bach entspringt als längster Quellbach der Isar etwa fünf Kilometer südöstlich beim Hallerangerhaus im Gemeindegebiet von Absam. Die Quelle des Lafatscher Bachs wird daher ebenfalls als Isarquelle bezeichnet. Die Längenangabe der Isar von 292,26 Kilometern bezieht sich auf diese Quelle.

### Verlauf und Nebenflüsse
Innerhalb des Karwendels fließt die Isar nach Westen. Wenige Kilometer, bevor sie am Westrand des Gebirges den Ort Scharnitz erreicht, münden der Gleirschbach und der Karwendelbach ein und der Fluss wendet sich nach Norden und passiert die Talenge der Scharnitzer Klause sowie die österreichisch-deutsche Grenze. Am südlichen Ortsrand von Mittenwald mündet von Westen auf der Südseite des Wettersteingebirges die Leutascher Ache ein, die bis zu dieser Stelle fast ebenso lang wie der Lauf der Isar ist. Zwischen Mittenwald und Krün wird die Isar am Stauwehr Krün erstmals gestaut, ihr Wasser hier größtenteils abgezweigt und durch die Isarüberleitung dem Kraftwerk Obernach am Walchensee zugeführt. Bei Wallgau wendet sich der Flusslauf nach Osten in den Isarwinkel, wo als Zuflüsse aus dem Karwendel die Dürrach und der Walchen, der als Ache natürlicher Abfluss des Achensees ist und zusammen mit diesem die östliche Begrenzung des Karwendelgebirges bildet, einmünden. Dürrach und Walchen erreichen den Fluss heutzutage im Sylvensteinspeicher, der 1955 bis 1959 zum Zweck von Hochwasserschutz und Energiegewinnung angelegt wurde. Das Wasser des aus dem Rißtal kommenden Rißbachs wird bei der Oswaldhütte (844 m ü. A.) an der Straße Vorderriß (Bayern) – Hinterriß (Tirol) gestaut und in den insgesamt fast sieben Kilometer langen Rißbachstollen eingeleitet, in welchem das Wasser dem Kraftwerk Niedernach zugeführt wird.
Ab dem Sylvensteinspeicher fließt die Isar in nördlicher Richtung durch die Bayerischen Voralpen und ab Bad Tölz durch die würmzeitliche Moränenlandschaft des Alpenvorlandes bis in die Münchner Schotterebene. Zwischen Sylvensteinsee und Lenggries erreichen von links die Jachen und in Gaißach von rechts die Große Gaißach die Isar. Der Abfluss des Walchensees, dessen Wasser heute zu annähernd 100 % durch das Walchenseekraftwerk in den Kochelsee gelangt, ist damit die Loisach. Diese fließt von Lermoos in Tirol entlang der Nordseite des Wettersteingebirges nach Garmisch, dann durch den Kochelsee und mündet schließlich bei Wolfratshausen in die Isar. In München wird wieder Wasser von der Isar in den Mittleren-Isar-Kanal abgezweigt. Er führt rechts der Isar durch das Erdinger Moos und speist sieben Wasserkraftwerke, bevor er hinter Moosburg wieder in die Isar mündet. Bei Freising erreicht die Isar den Nordrand der Schotterebene und fließt vor diesem nach Osten. Hier führt ihr die Dorfen Wasser aus dem Erdinger Moos zu. Nahe der Nordoststrecke der Ebene mündet vor Moosburg von rechts die Sempt. Hinter Moosburg mündet von links der größte Nebenfluss, die Amper, die als Ammer nahe der österreichischen Grenze südwestlich von Schloss Linderhof entspringt und erst nach Durchfließen des Ammersees den Namen Amper führt. Von Moosburg fließt die Isar in einem Urstromtal durch das von der Tertiärzeit geprägte Unterbayerische Hügelland nordostwärts zum Donautal.
Nach insgesamt 292,26 Flusskilometern, davon 270,36 km in Deutschland, mündet die Isar, die ein mittleres Sohlgefälle von 2,9 ‰ aufweist, südöstlich von Deggendorf auf 312 m über Normalnull, also ungefähr 848 Höhenmeter unterhalb ihrer Quelle, in der Gemeinde Moos in die Donau.

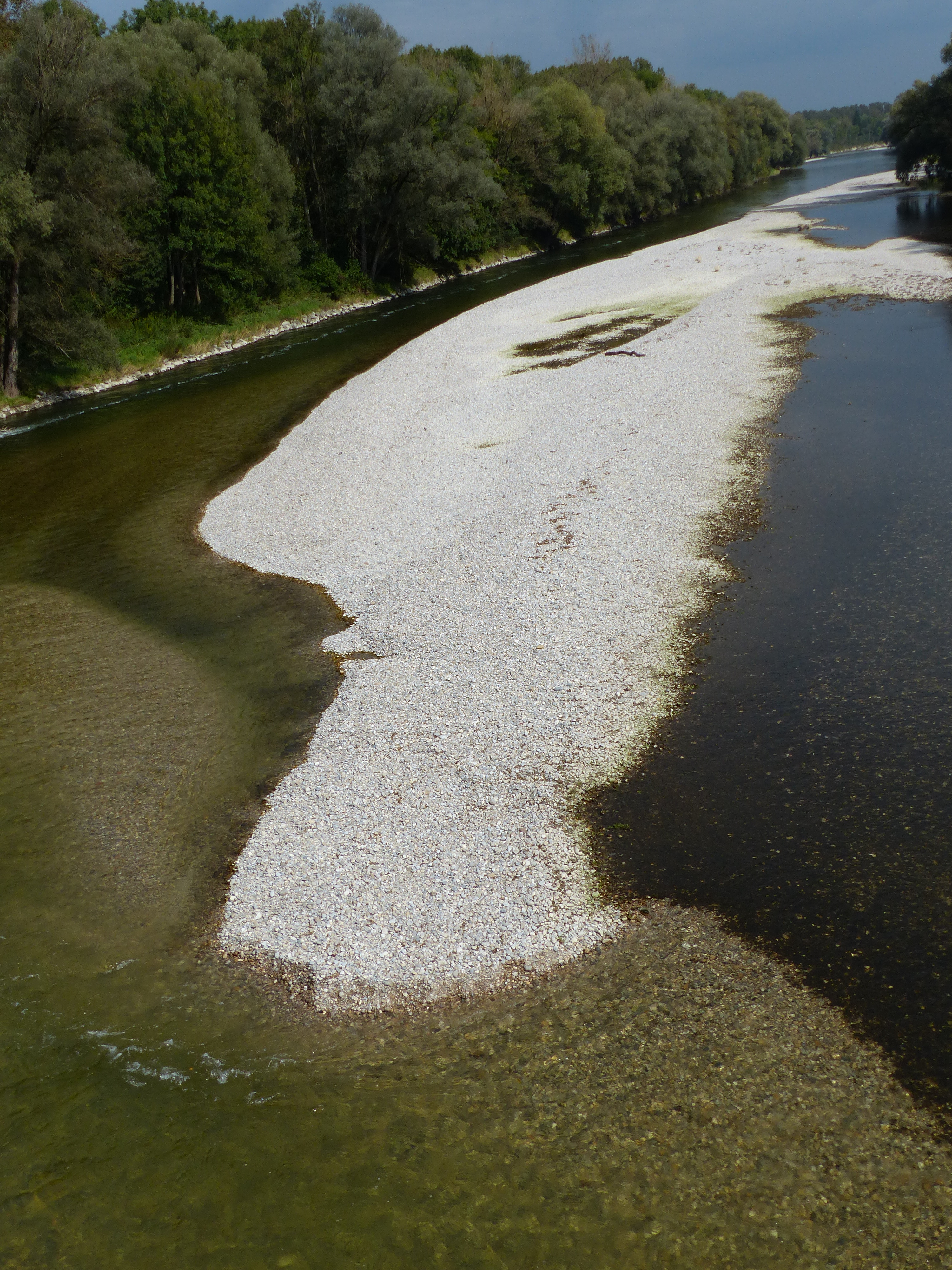
Mündung der Amper (links) in die Isar bei Volkmannsdorf

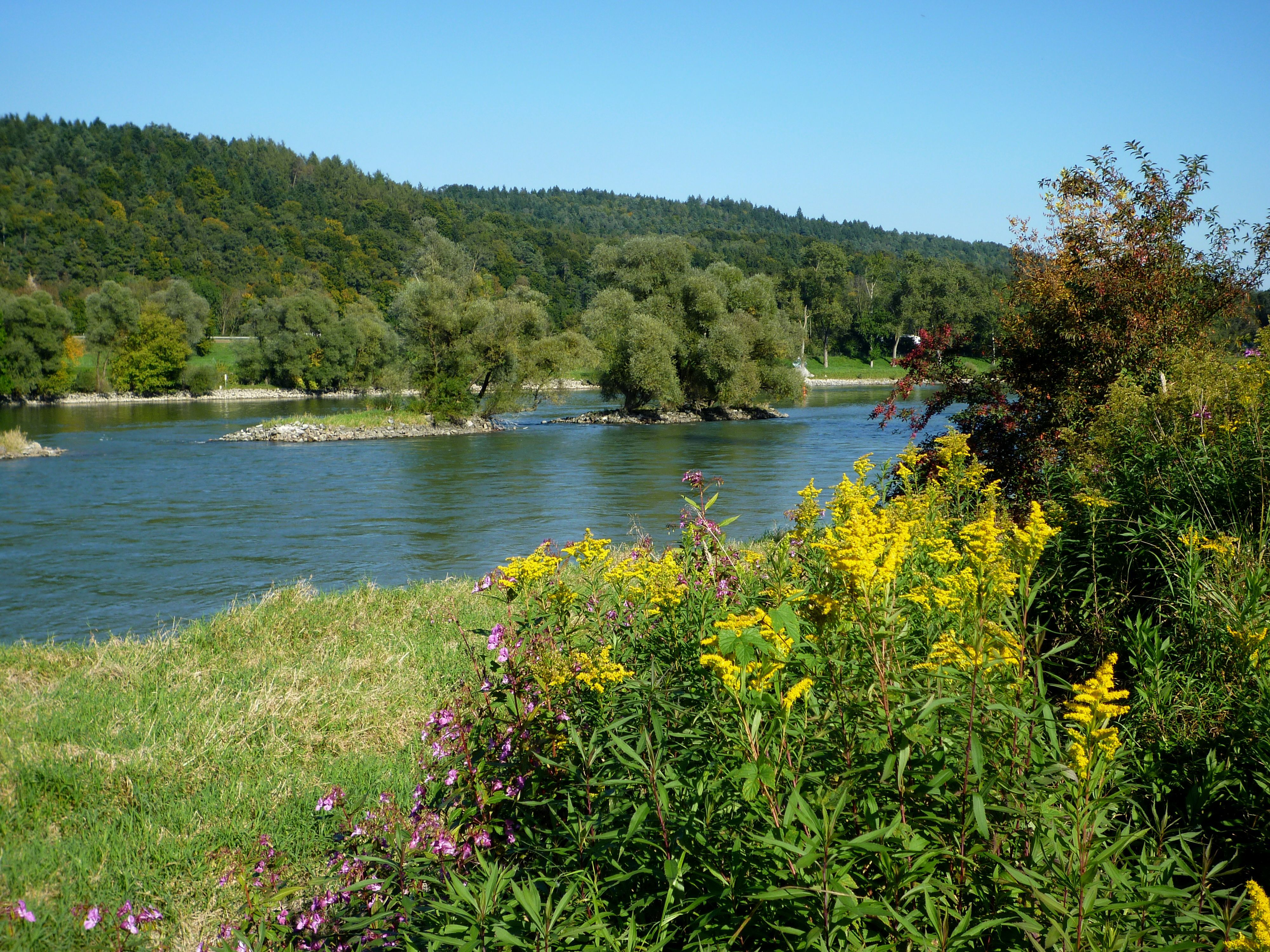
Mündung in die Donau bei Deggendorf

### Inseln
Die meisten kleinen Inseln und Kiesbänke der Isar werden durch die jährlichen Hochwasser immer wieder in Umfang und Form verändert. Einige Inseln im unmittelbaren Bereich von größeren Städten wurden im 19. Jahrhundert verbaut und so gegen Abtrag gesichert: die Museumsinsel und die Praterinsel in München sowie die Hammerinsel, die Mühleninsel und das Mitterwöhr in Landshut.

## Geschichte
Die Isar wurde vermutlich schon in vorgeschichtlicher Zeit als Handelsweg genutzt, um Waren aus dem Bereich der Alpen und aus Italien mit Hilfe von Flößen zur Donau zu transportieren. Eine schon bestehende Handelsstraße aus dem Inntal über den Seefelder Sattel ins nördliche Alpenvorland wurde von den Römern ab 195 n. Chr. zur Via Raetia ausgebaut. Der Markt Mittenwald an der Isar konnte sich so von einem römischen Posten zu einem wichtigen Umschlagplatz für Handelswaren im Werdenfelser Land entwickeln.
Brücken über die Isar sind erst seit dem Mittelalter nachgewiesen. Die Städte München und Landshut wurden im Mittelalter im Zusammenhang mit Brückenbauten über die Isar gegründet, dabei ging es immer auch um Lenkung von Handelswegen und damit die Erringung von Macht und wirtschaftlichem Einfluss. Der weitere Ausbau der Städte erzeugte eine stete Nachfrage nach Holz und Kalk, die zu einem Aufschwung der Flößerei (vor allem im Oberland) führte. Seit dem 17. Jahrhundert wurden auch Waren wie Südfrüchte, Gewürze, Baumwolle und Seide vom Bozener Markt bzw. dem Venezianischen Markt in Mittenwald über die Isar bis nach Wien und Budapest transportiert. Auf dem Höhepunkt der Flößerei im 19. Jahrhundert landeten in München über 8.000 Flöße pro Jahr an.

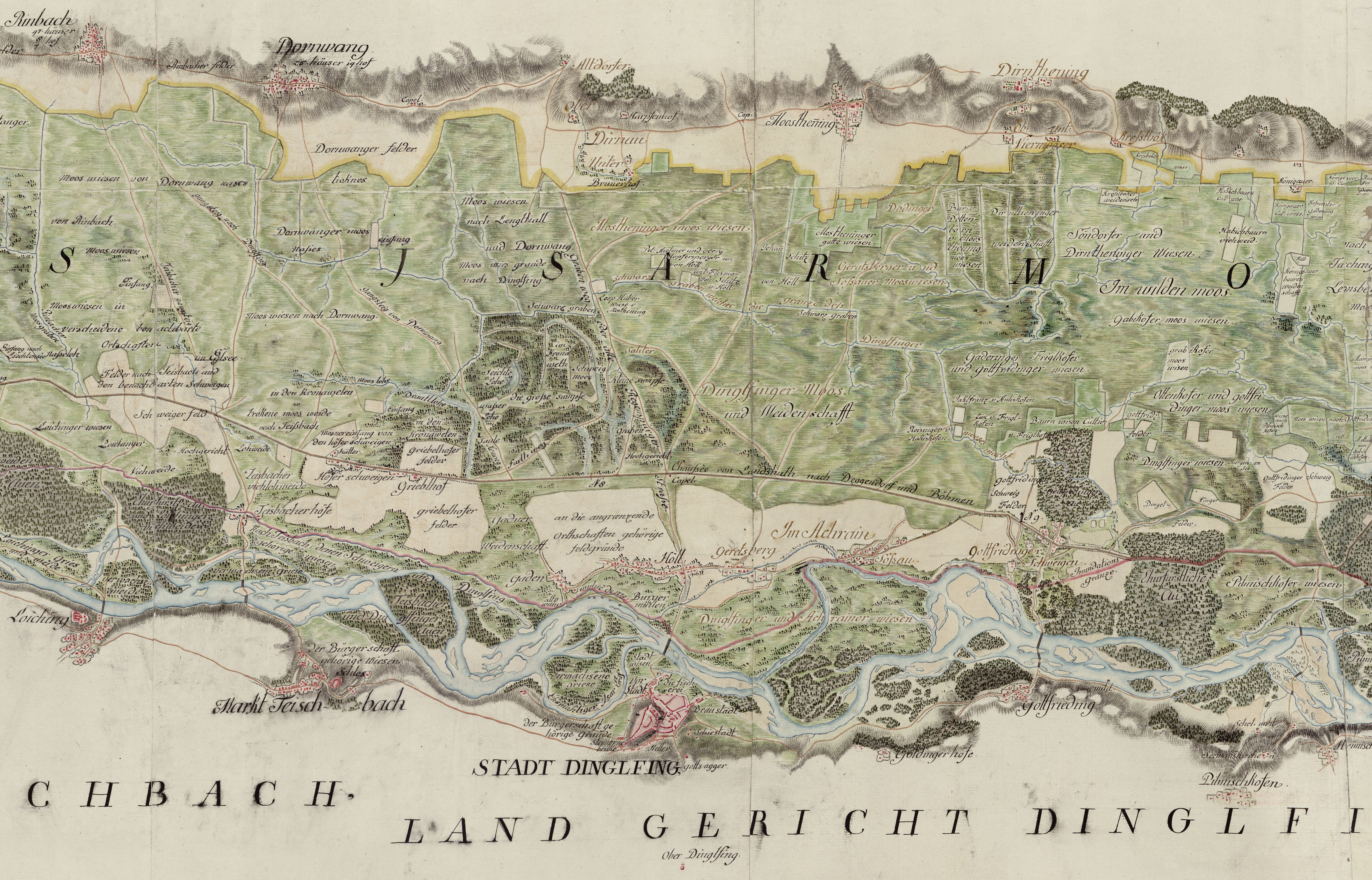
Adrian von Riedls Karte von 1802 zeigt exemplarisch für Dingolfing den ursprünglichen Verlauf der Isar vor der Kanalisierung

Seit dem Mittelalter wurden unter anderem Wassermühlen durch die Wasserkraft der Isar angetrieben, die einen gleichmäßigen Wasserstand brauchten. Deshalb wurde in München und in Niederbayern (Klötzlmühlbach und Längenmühlbach) Wasser aus dem Fluss in kleinere Mühlkanäle abgeleitet. Die Münchner Stadtbäche dienten als Kanäle zugleich der Versorgung der Bevölkerung mit Brauchwasser und speisten die Gräben vor den mittelalterlichen Stadtmauern. Während der jährlichen Hochwasser kam es immer wieder zu Überschwemmungen und Unglücksfällen in den anliegenden Städten und Gemeinden. So stürzte 1813 in München ein Vorgängerbau der heutigen Ludwigsbrücke ein und brachte so über 100 auf der Brücke stehenden Schaulustigen den Tod; beim Hochwasser 1899 stürzten ebenfalls in München die Luitpoldbrücke und die Max-Joseph-Brücke ein. Seit 1806, in Niederbayern seit etwa 1900, begann man die Ufer zu befestigen und den Fluss zu kanalisieren, damit dieser sich tiefer in sein Bett eingrub und danach seltener übers Ufer trat.
Weitere umfangreiche, regulierende Maßnahmen wurden seit den 1920er Jahren durchgeführt, um aus Wasserkraft elektrische Energie zu erzeugen. Mit dem Bau des Walchenseekraftwerks im Jahr 1924 wurde massiv in den natürlichen Oberlauf der Isar eingegriffen. Seitdem leitet das Stauwehr Krün fast vollständig das Isarwasser zum Walchensee um. 1951 verlor die Isar zusätzlich auch fast vollständig das Wasser des Rißbachs, welches seitdem ebenfalls zum Walchensee weitergeleitet wird. Weiteres Wasser verlor der Oberlauf der Isar mit dem Bau des Achenseekraftwerks 1927 – der Achensee entwässert nun primär nicht mehr über die Seeache/Walchen und Isar, sondern nach Süden über den Inn. Dem Achenseekraftwerk wird seit den 1950er Jahren Wasser aus der Dürrach zugeleitet, was einen weiteren Wasserverlust der Isar bedeutete. Die Isar wurde deshalb im oberen Teil immer mehr zur Flussleiche, so dass es einer dringenden Besserung der Situation bedurfte. Deshalb wurde schließlich mit dem damals höchst umstrittenen Bau des Sylvensteinspeichers (Fertigstellung 1959) begonnen, um einen konstanteren Wasserspiegel der Isar zu erreichen. Der zusätzlich gewährleistete Hochwasserschutz war hingegen nur ein sekundäres Ziel. In Landshut wurde 1955 die Flutmulde Landshut fertiggestellt, die bei Hochwasser einen Teil des Wassers aufnimmt.
Weitere Wasserkraftwerke mit Staustufen entstanden bis in die 1980er Jahre, etwa 1984 das Wasserkraftwerk Landau. In jüngster Zeit erst versucht man durch verschiedene Maßnahmen der Isar zumindest in Teilbereichen ihren ursprünglichen Wildflusscharakter zurückzugeben. Etwa durch den Isar-Plan in München sowie die Renaturierung der Isarufer bei Landau und seit 2016 bei Dingolfing.
Am Unterlauf der Isar zwischen Moosburg und Plattling wurde vor allem im 16. und 17. Jahrhundert Gold aus den Flussablagerungen gewaschen. Davon zeugen noch Ortsnamen wie Golding (Gemeinde Gottfrieding) und Goldern (Gemeinde Niederaichbach). Die dabei gewonnenen Mengen an Edelmetall waren jedoch gering und wirtschaftlich nicht von großer Bedeutung. Das Gold wurde hauptsächlich zur Ausprägung von Flussgolddukaten verwendet. Sie sind durch die Umschrift EX AURO ISARE (= aus dem Gold der Isar) erkennbar.
Auf der Isar wurde der moderne Kanusport begründet. Alfred Heurich befuhr 1905 die Isar zwischen Bad Tölz und München mit seinem selbstgebauten Faltboot in Form eines Kajaks zum ersten Mal. Schnell wurde diese Sportart in ganz Europa populär.

## Natur- und Umweltschutz

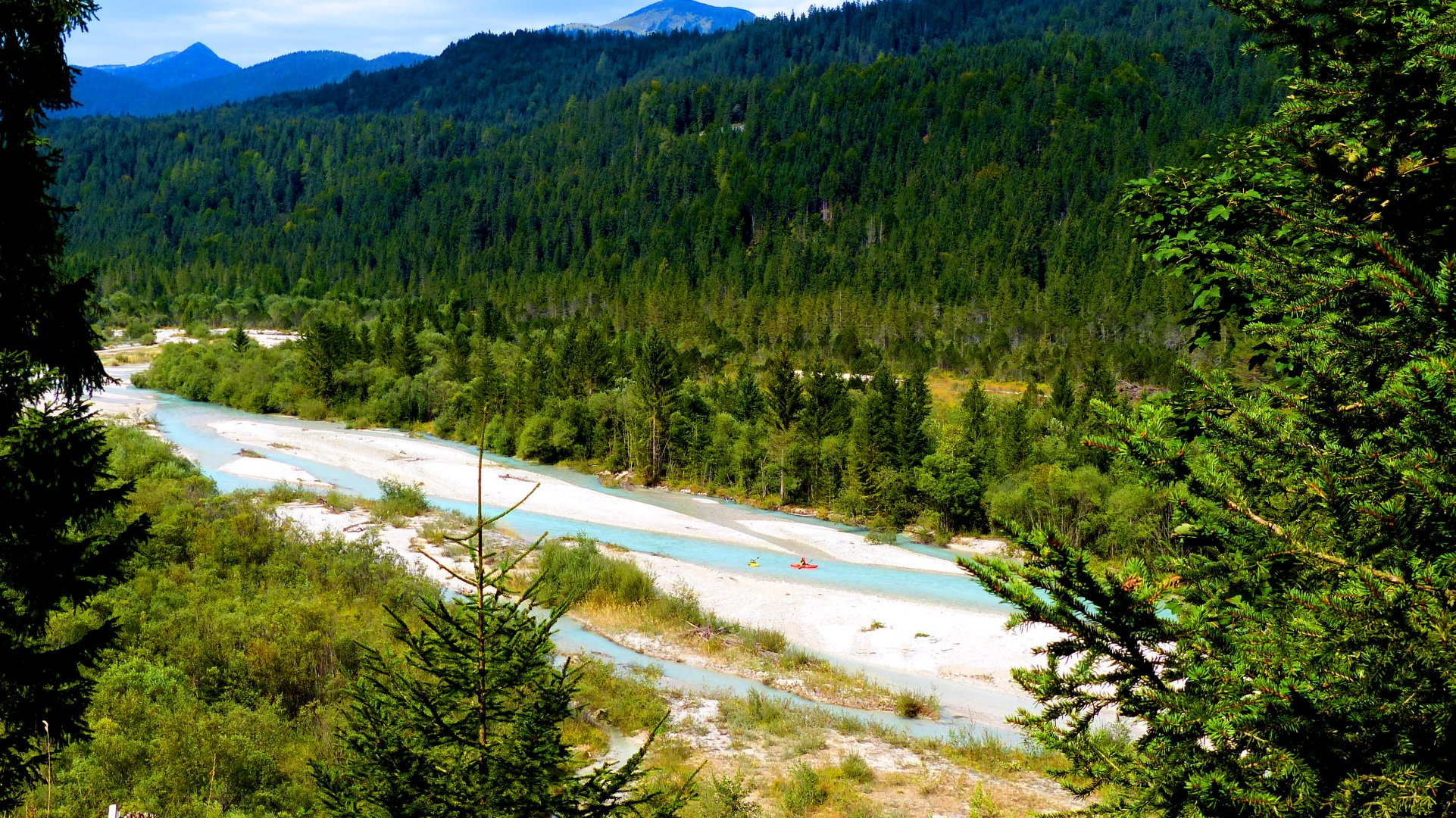
Wildflusslandschaft der Isar zwischen Wallgau und Vorderriß
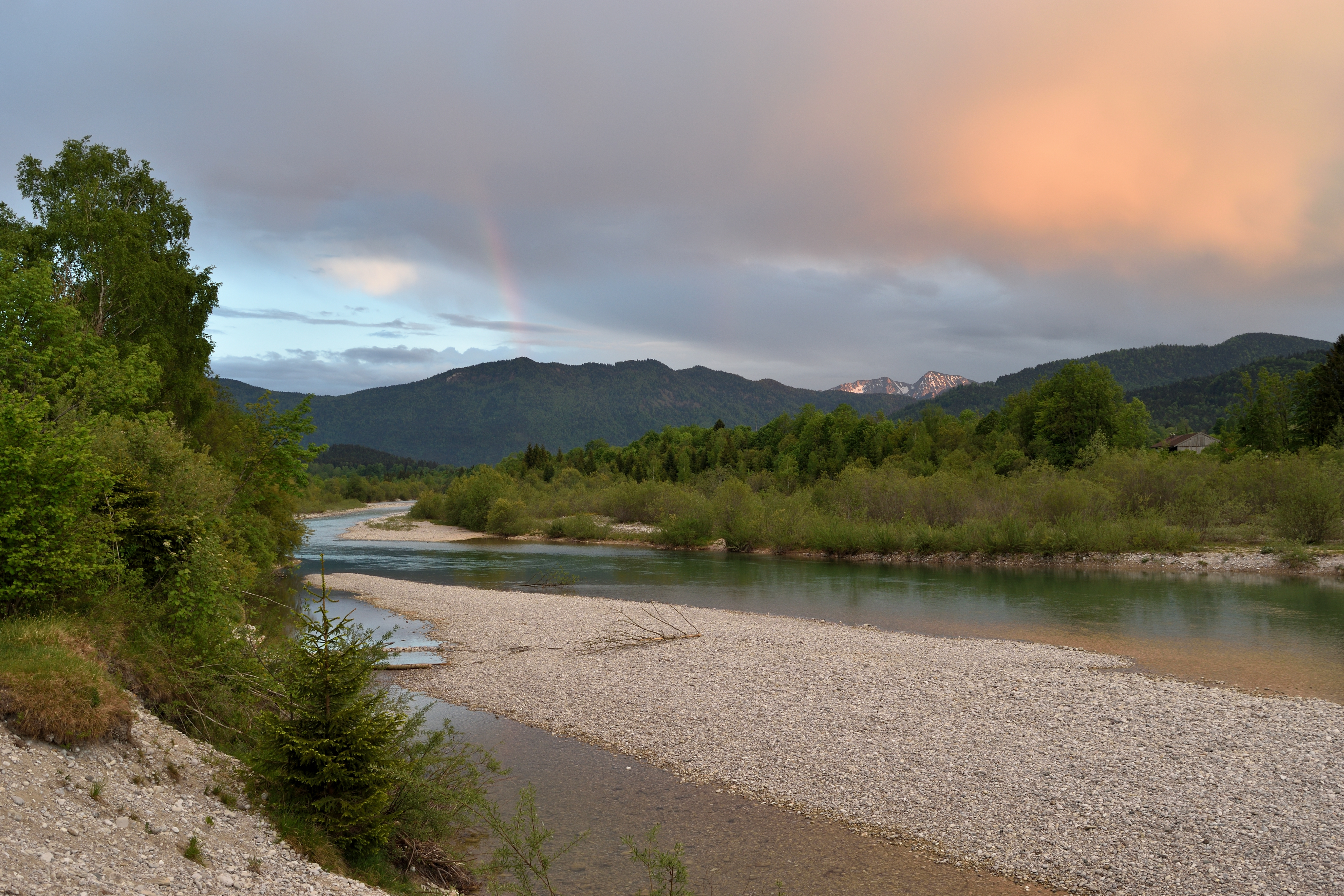
Die Isar bei Lenggries
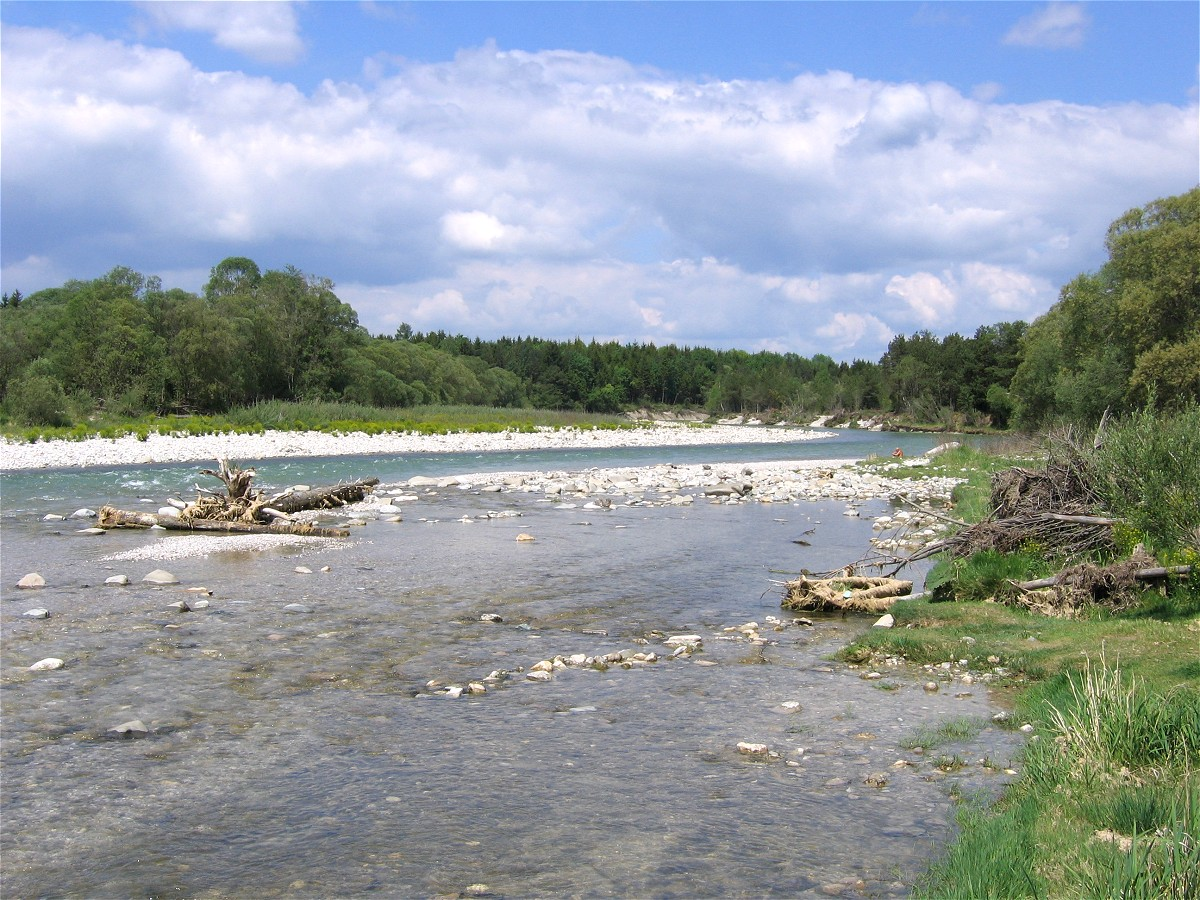
Die Isar bei Ascholding
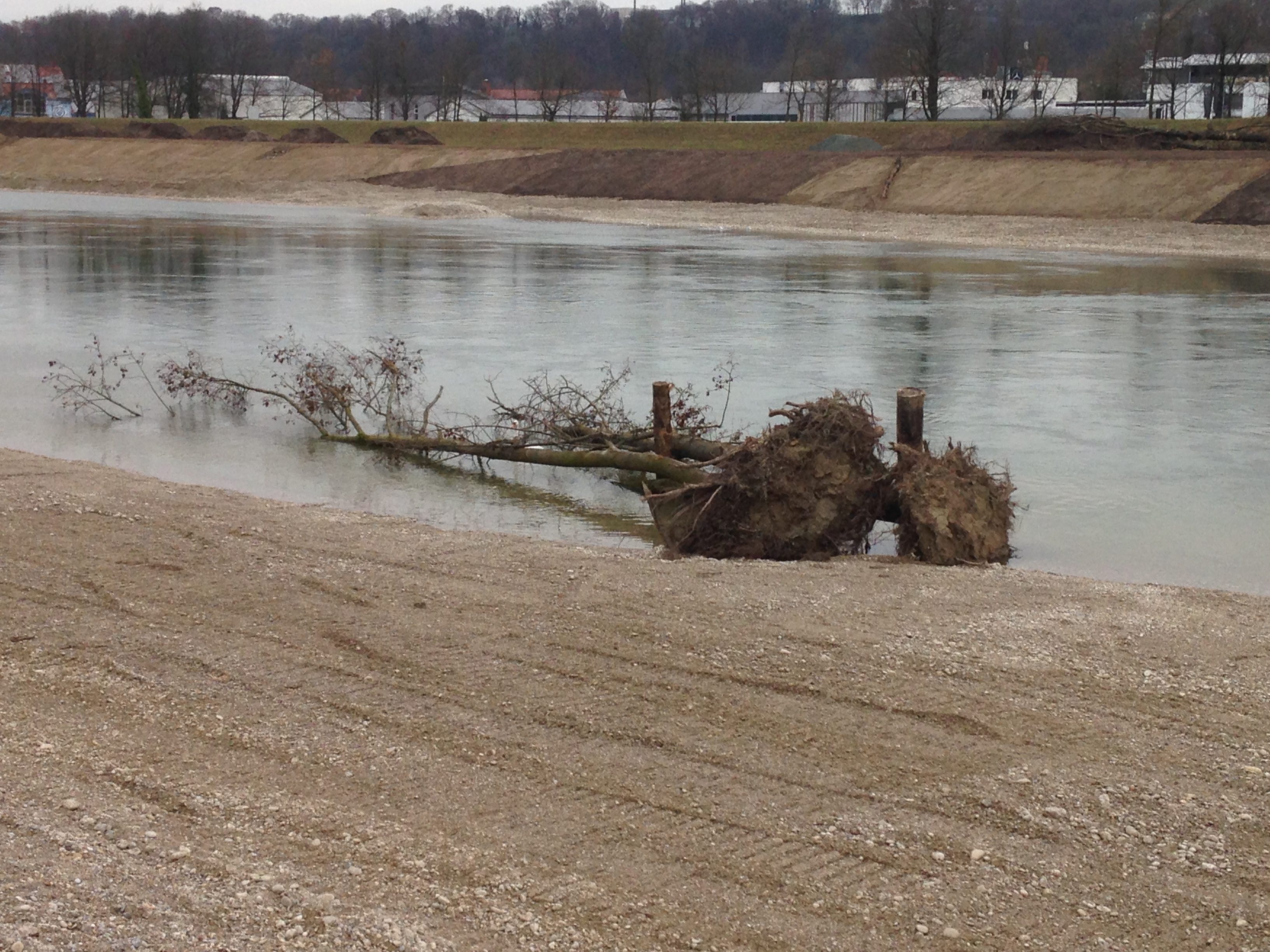
Bei der Renaturierung der Isar werden auch Raubäume eingebaut, wie hier bei Dingolfing
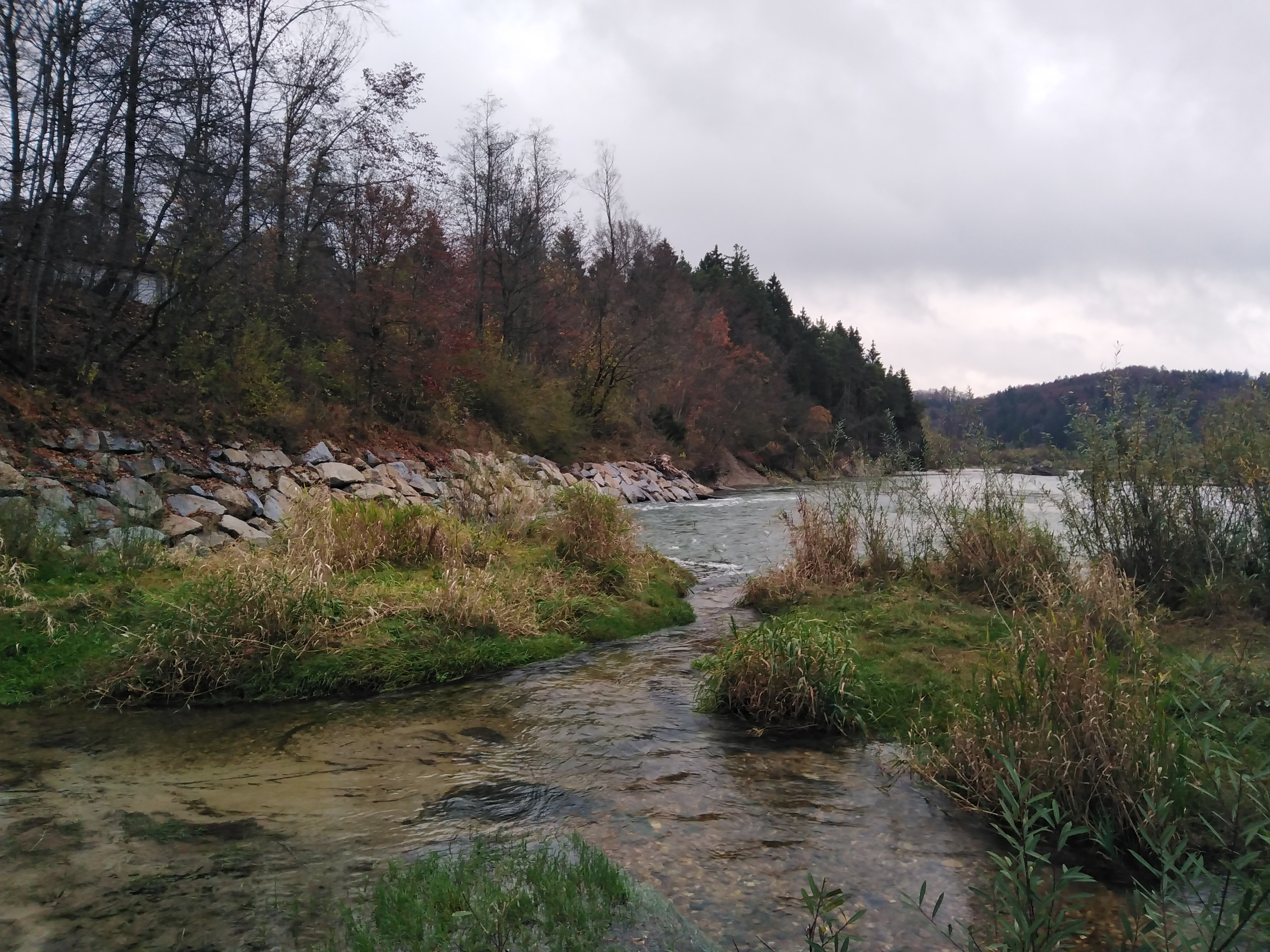
Isar-Prallhang bei Geretsried-Gartenberg

Seit den 1920er Jahren wird das Wasser der Isar zur Erzeugung elektrischer Energie genutzt, mit weitreichenden Folgen nicht nur für die einheimische Tier- und Pflanzenwelt, sondern auch für den Menschen. Um die insgesamt 28 Kraftwerke mit der notwendigen Wasserkraft zu versorgen, wird das Flusswasser mehrfach abgeleitet, kanalisiert und aufgestaut. So wurde beispielsweise nördlich von Mittenwald ab 1923 das gesamte Wasser der Isar dem Walchensee für den Betrieb des Walchenseekraftwerks zugeführt. Erst seit 1990 lässt man einen Restanteil von vier Kubikmetern pro Sekunde ins natürliche Flussbett abfließen, so dass die Isar in diesem Bereich nicht mehr trockenfällt. Auch der Bau des Sylvensteinsees zum Hochwasserschutz und zuvor schon zahlreiche regulierende Maßnahmen, die schon seit dem frühen 19. Jahrhundert vor allem im Bereich der Städte durchgeführt worden waren, veränderten nachhaltig den Wildflusscharakter. In der Mitte der 1980er Jahre dachte man um und wollte nun Hochwasserschutz, Ökologie und den Erholungswert des Flusses für die Anrainer besser in Einklang bringen. Der Isar-Plan wurde von 1995 bis 2011 im Rahmen einer offenen Planung unter intensiver Einbindung von Verbänden, politischen Gremien und Bürgern verwirklicht.

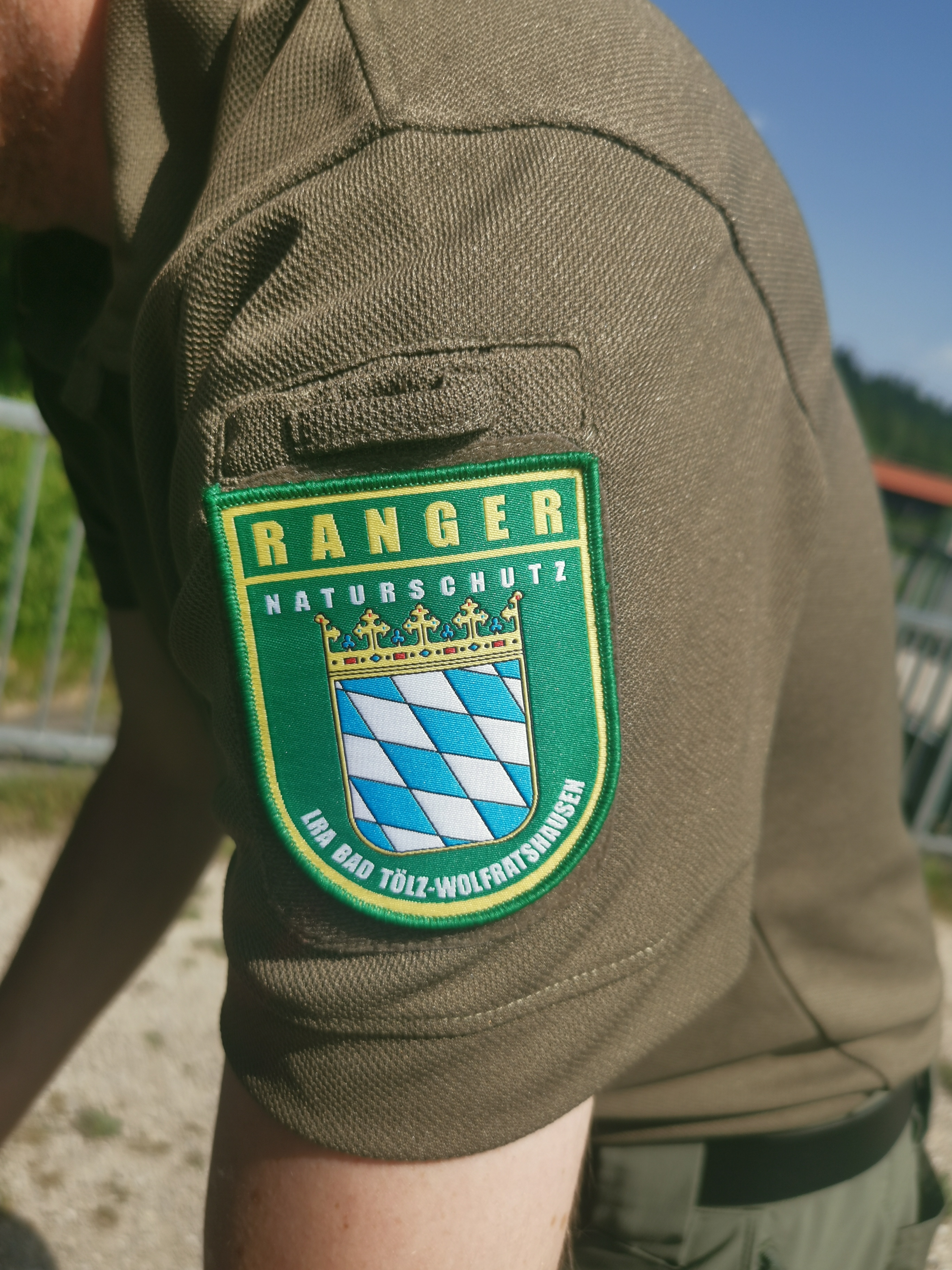
Isar Ranger im Landkreis Bad Tölz-Wolfratshausen kontrolliert geschützte Isarbereiche

Seit der Fertigstellung des Sylvensteinsees ist die Isar flussabwärts des Speichers nur noch selten über die Ufer getreten. Besondere Ausnahmen waren die großen Hochwässer 1999, 2002, 2005 und 2013. Damals fasste selbst das tief eingeschnittene Flussbett die Wassermenge nicht mehr, weshalb an vielen Orten zwischen München und Moosburg die Auwälder zum ersten Mal seit Jahrzehnten wieder überschwemmt und mit Sedimenten angereichert wurden. Die Eintiefung des Flussbetts ist eine Folge der vielen Stauseen wie der seitlichen Uferbefestigungen. Die Stauseen halten das natürliche Geschiebe des Oberlaufs zurück, die Verbauungen hindern die Isar daran, ihre Ufer abzutragen, weshalb auch diese Geschiebequelle versiegt ist. So verstärkt sich die Erosion in der Flusssohle, und die Isar schneidet sich immer tiefer in die Landschaft ein. In manchen Bereichen, so etwa auf Höhe von Geretsried, hat die Sohle nun schon die unter den Schotterablagerungen liegende, weichere Obere Süßwassermolasse erreicht („Sohldurchschlag“). Hier droht nun eine schnelle weitere Eintiefung, mit Folgen nicht nur für den Isarlauf, denn mit dem Flussniveau wird auch der Grundwasserspiegel in der Umgebung weiter absinken.
In jüngster Zeit wird versucht durch verschiedene Maßnahmen der Renaturierungsökologie der Isar ihre Ursprünglichkeit wiederzugeben. So wurde zum Beispiel seit Mai 2000 ein acht Kilometer langer Teilbereich der Flusslandschaft im südlichen Stadtgebiet von München renaturiert. Dazu wurde das Flussbett aufgeweitet, die Ufer wurden abgeflacht und Kiesinseln sowie naturnahe Sohlrampen angelegt. Auch die vorhandenen Deiche wurden erhöht, verbreitert und durch den Einbau einer Dichtwand verstärkt. Bei der Verlängerung der Konzession für das Wasserkraftwerk Mühltal wurden mit Bescheid vom 28. Juni 1995 Auflagen erteilt, die eine eigenständige Regeneration der natürlichen Fließgewässerfunktionen begünstigen sollen. So wurde für die Ausleitungsstrecke ein Mindestwasserabfluss von 15 m³/s – nach vorher 5 m³/s – gefordert und die Entfernung von Uferverbauungen auf mehr als sieben Kilometern Länge. Wegen der Entfernung der Verbauungen haben die Hochwasser in den Jahren 1999, 2002 und 2005 dazu geführt, dass die Isar nun auf mehreren Hundert Metern Länge ihr Flussbett deutlich ausgeweitet hat und wieder Elemente einer alpin geprägten Flusslandschaft zeigt.
Trotz besseren Schutzes vor Hochwasser ist die Flusslandschaft der Isar heute wieder naturnäher. Dieses wichtige Naherholungsgebiet im Großraum München hat an Attraktion für die Besucher gewonnen. Durch Aufrüstung verschiedener Klärwerke entlang der Isar ist auch die Wasserqualität gestiegen. Das Flusswasser gehört derzeit der Gewässergüteklasse II an, gilt also als mäßig belastet. Hoch ist allerdings nach wie vor die Keimzahl. Gemeinsam mit einer Reihe anderer Städte und Gemeinden entlang der Isar hatte sich die Stadt München 1998 zum Ziel gesetzt die Wasserqualität so weit zu verbessern, dass die Isar offiziell zum Baden freigegeben werden kann. Das Ziel wurde bisher nur zum Teil erreicht: Am Isaroberlauf wurden Klärwerke in Betrieb genommen, die durch Behandlung des Abwassers mit ultraviolettem Licht die Zahl der Keime drastisch reduzieren, so dass die Stadt München 2005 die Warntafeln entfernen konnte, welche vor dem Infektionsrisiko mit Keimen beim Baden warnten. Somit kann die EG-Richtlinie für Badegewässer während der Betriebszeit der UV-Desinfektionsanlagen zwischen 15. April und 30. September meist eingehalten werden. Jedoch kann die Isar im Bereich des Stadtgebiets nicht als Badegewässer ausgewiesen werden, da aufgrund der Einträge durch Niederschläge, insbesondere bei Starkregen, die Wasserqualität zu sehr einbrechen kann.
Die Farbe der Isar ist grün. Dies lässt sich auf die Mineralien zurückführen, die der Fluss mit sich führt. Weil der Anteil an Feinstsedimenten sehr gering ist, wie in Schnee oder Gletschereis, wird das Sonnenlicht gefiltert und abgespiegelt, was die Isar nahe der Quelle bläulich erscheinen lässt. Bei Zunahme der aufgelösten Mineralstoffe, bei denen es sich in der Isar häufig um Kalkgesteine handelt, verwandelt sich die Färbung von den Alpen bis zur Mündung ins Grünliche.

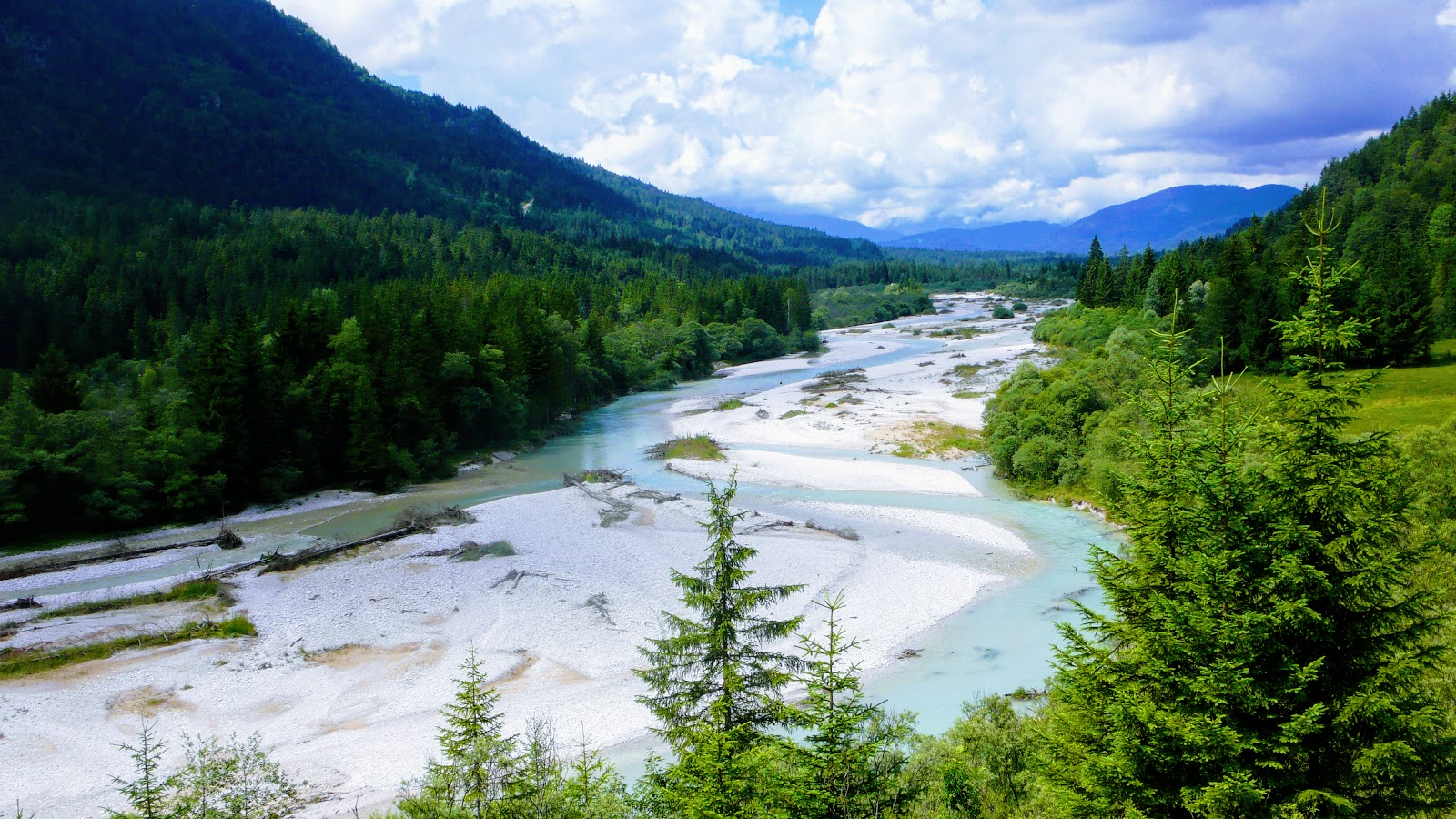
Furkationsabschnitte des Oberen Isartals mit typischen Sequenzen von Kolken, Flachwasserzonen und Schotterbänken bei Vorderriß (2011)

Entlang der Isar wurden eine Reihe von Natur-, Landschafts- sowie für einzelne Kiesbänke auch Vogelschutzgebiete ausgewiesen, beispielsweise das Naturschutzgebiet „Vogelfreistätte Mittlere Isarstauseen“ nordöstlich von Moosburg. Dieses Naturschutzgebiet ist eine bedeutende Raststätte für durchziehende Wasservögel. Über 260 verschiedene Vogelarten wurden bislang nachgewiesen, darunter auch gefährdete Arten wie die Flussseeschwalbe und das Blaukehlchen. Das Naturschutzgebiet Isarauen zwischen Hangenham und Moosburg befindet sich nordöstlich von Freising im Mündungsgebiet der Moosach und einiger Bachläufe. Das Landschaftsschutzgebiet „Untere Isar“ und das Naturschutzgebiet „Isarmündung“ umfassen die Auenlandschaft im Isarmündungsgebiet.

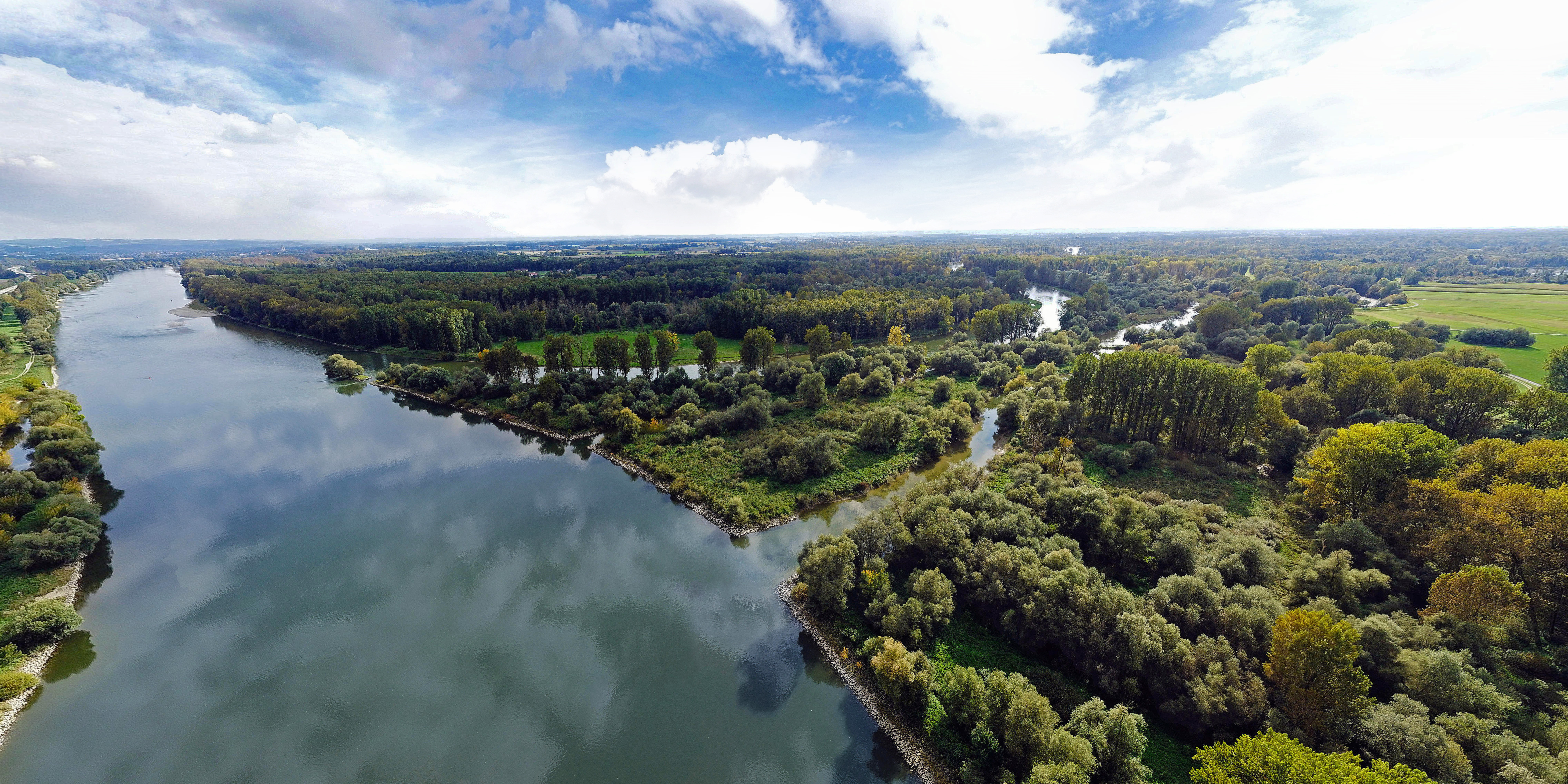
Luftbild der Mündung in die Donau bei Deggenau (Deggendorf)

Das europäische Schutzgebiet „Oberes Isartal“ befindet sich entlang eines Hundert Kilometer langen Flussabschnitts der Isar zwischen der Landesgrenze bei Scharnitz im Karwendelgebirge und München. Dieses Fauna-Flora-Habitat-Gebiet (FFH-Gebiet) ist mit circa 4.700 Hektar eines der größten in Bayern.
Um die Schönheit des Isartales zu erhalten, gründete Gabriel von Seidl bereits 1902 den Isartalverein. Um dieses Ziel zu erreichen, kaufte die erste Münchner Bürgerinitiative über 90 Hektar Land und betreut heute insgesamt über 330 Kilometer Wander- und Radwege.
Die Konzentration von Mikroplastik steigt im Gewässerverlauf deutlich an. In einer 2018 veröffentlichten Studie der Universität Bayreuth wurde gezeigt, dass die Plastikkonzentration von 8,3 Partikel/m3 bei Baierbrunn auf 87,9 Partikel/m3 bei Moosburg ansteigt.
Die Fische in der Isar bei Moosburg können mit Malachitgrün belastet sein. 2019 wurden bei zwei Regenbogenforellen insgesamt 336 Mikrogramm pro Kilo festgestellt.
Das größte Waldschutzgebiet entlang der Isar ist mit einer Größe von 2313,97 Hektar der Naturwald Auwälder an der mittleren Isar.

## Fauna und Flora

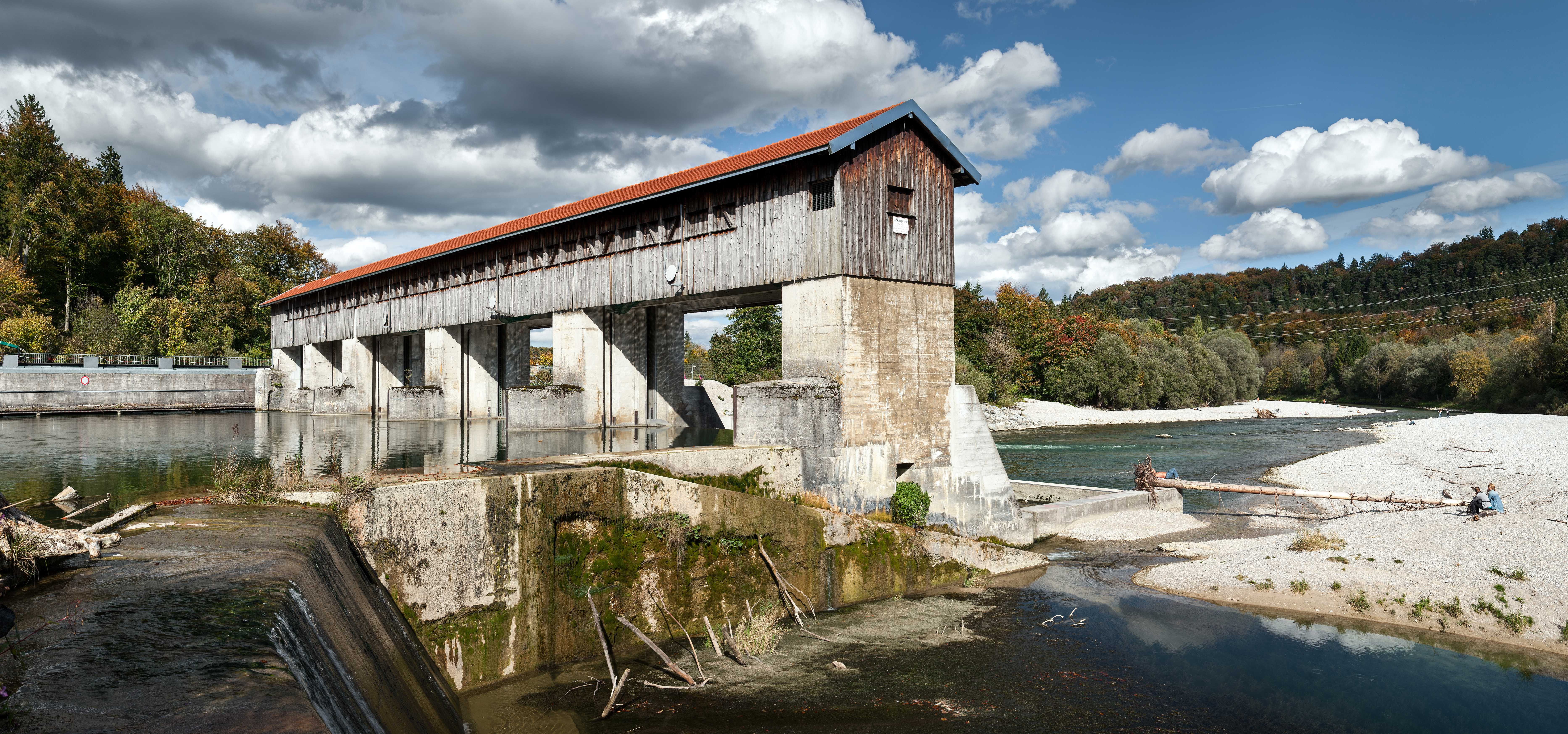
Aufstauung am Isarstauwehr Baierbrunn

Der Bestand von Fauna und Flora hängt direkt mit der Gestaltung der Flusslandschaft zusammen, auf die der Mensch seit dem 19. Jahrhundert starken Einfluss nimmt. Durch Aufstauungen an zahlreichen Wehren wurde die Fließgeschwindigkeit stark herabgesetzt, was auch zur Erhöhung der Wassertemperatur führte. Fischarten, die sauerstoffreiches und kühleres Wasser als Lebensraum benötigen, wurden durch Arten aus dem Stillwasserbereich verdrängt. Durch die verringerte Fließgeschwindigkeit werden auch die Kiesbänke nur noch selten umgeschichtet, so dass diese zuwachsen. Vogelarten, die offene Kiesflächen als Brutplatz benötigen, finden hier keinen Lebensraum mehr.

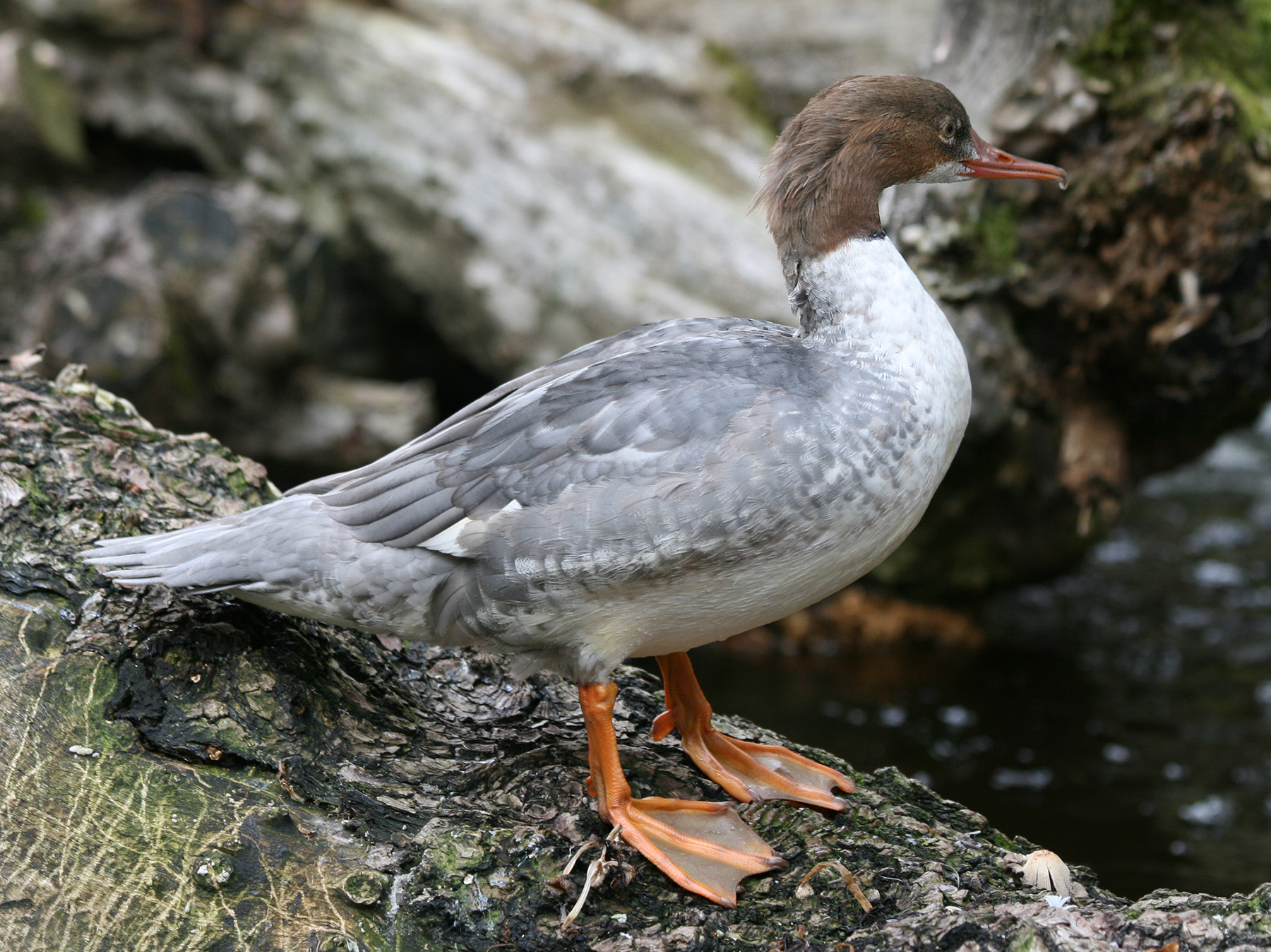
Der Gänsesäger lebt als Kulturfolger auch im Münchner Stadtgebiet.

Durch verschiedene Maßnahmen wie die Ausweisung von Naturschutzgebieten, das Einrichten von verbesserten Fischpässen an Stauwehren oder das Erhöhen der Restwassermenge werden neue Rahmenbedingungen geschaffen, um die Lebensbedingungen für viele zum Teil seltene Tierarten und Pflanzen zu verbessern. Neuere Untersuchungen an der Ammer (Amper) belegen allerdings auch, dass der Rückgang des Äschenbestandes mit der ansteigenden Population der Gänsesäger zusammenhängt. Dieser als gefährdet eingestufte Entenvogel hat sich auf die Jagd nach kleinen Fischen spezialisiert. Dieses Beispiel zeigt, wie schwierig es ist, ein ursprünglich vorhandenes ökologisches Gleichgewicht wiederherzustellen, wenn dieses nachhaltig gestört wurde. Ein vergleichbarer Zusammenhang zwischen den geschützten Kormoranen und den Fischbeständen führt immer wieder zu Diskussionen zwischen Fischereivereinen und Vogelschützern.
1976 wurde der Biber im Isardelta wieder angesiedelt. Von dort aus breiteten die Tiere sich flussaufwärts aus. Ein Exemplar lebte sogar jahrelang mitten in München unmittelbar am Deutschen Museum. Auch nach dem August-Hochwasser 2005 konnte man frische Biberbiss-Spuren an Bäumen in Isarnähe sehen.
Ein Teil der typischen Isarfische ist in seinem Bestand bedroht, wie zum Beispiel der Huchen oder der Wels. Neben diesen Arten kommen in der Isar vor allem Forellen und Barsche sowie Koppe, Hecht, Nerfling, Rotauge, Rotfeder, Rutte, Schleie, Barbe und Zander vor. Als einer der bedeutendsten Nebenflüsse der Donau lassen sich im unteren Flussbereich der Isar typische Fischarten der Donau nachweisen, so beispielsweise das Donaubachneunauge oder der Sterlet. Die Verbreitung des Donaubachneunauges in Deutschland ist unter Wissenschaftlern allerdings umstritten; möglicherweise handelt es sich hier um eine Verwechslung mit dem Ukrainischen Bachneunauge. Insgesamt sind etwa 50 einheimische Fischarten bekannt. Von der Quelle bis zur Mündung lässt sich die Isar in drei Flussregionen aufteilen: die Forellenregion von der Quelle bis Lenggries, die Äschenregion von Lenggries bis Moosburg und die Barbenregion von Moosburg bis zur Mündung.

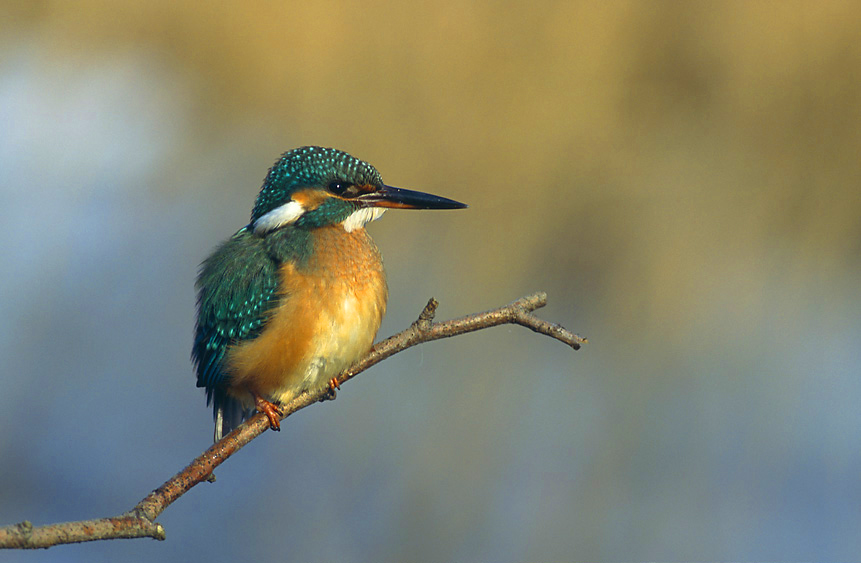
Die Isar bietet auch dem Eisvogel Lebensraum.

Neben verbreiteten Vögeln wie Möwen, Schwänen oder Stockenten bietet die Isar auch anderen, weniger häufig vorkommenden Arten einen Lebensraum. So lassen sich Wasseramsel, Eisvogel, Graureiher und Flussregenpfeifer beobachten. Selten geworden sind die Fluss-Seeschwalbe und der Flussuferläufer; sie gelten als gefährdet. Ihre Nester liegen sehr gut getarnt inmitten des Gerölls der Kiesbänke und werden von Erholungssuchenden, die trotz Verbots die Kiesflächen (ausgewiesene Vogelschutzgebiete) betreten, meist nicht wahrgenommen. So werden die dort brütenden Vögel besonders während der Brutzeit massiv und nachhaltig gestört. Die als Vogelschutzgebiet gekennzeichneten Bereiche dürfen jeweils im Zeitraum vom 15. März bis zum 10. August nicht betreten werden.
Vor allem im Ufer- und Böschungsbereich, aber auch auf den Kiesbänken kommen neben Wasserfröschen und Zauneidechsen auch Blindschleichen vor. Die Schlangen sind durch die Kreuzotter sowie durch die Ringel- und die Schlingnatter vertreten. In den noch verbliebenen natürlichen Lebensräumen und Auenlandschaften kommen vor allem an der unteren Isar die gefährdeten Amphibienarten Wechselkröte, Kreuzkröte, Europäischer Laubfrosch und Springfrosch vor. Eine Besonderheit stellt der in Bayern vom Aussterben bedrohte Moorfrosch dar, von dem im Isarmündungsgebiet noch eine kleine isolierte Population vorkommt.
Besonders im oberen, aber teilweise auch im mittleren Flussabschnitt entstehen durch Bodenerosion und Sedimentation immer wieder neue Flussaufschüttungen. Diese noch offenen Schotterflächen werden zuerst von Pionierpflanzen besiedelt, welche mit den schwierigen Bedingungen dort gut zurechtkommen; dazu gehören das Alpen-Leinkraut, das gelb blühende Habichtskraut und die Deutsche Tamariske. Wird eine Kiesbank nicht von Hochwasser wieder abgetragen, siedeln sich nach einigen Jahren auch Weiße Silberwurz, Wacholder und schließlich auch verschiedene Weidenarten an. Bei einer weiteren Entwicklung entstehen so nach und nach lichte Kiefernwälder.

## Wirtschaft

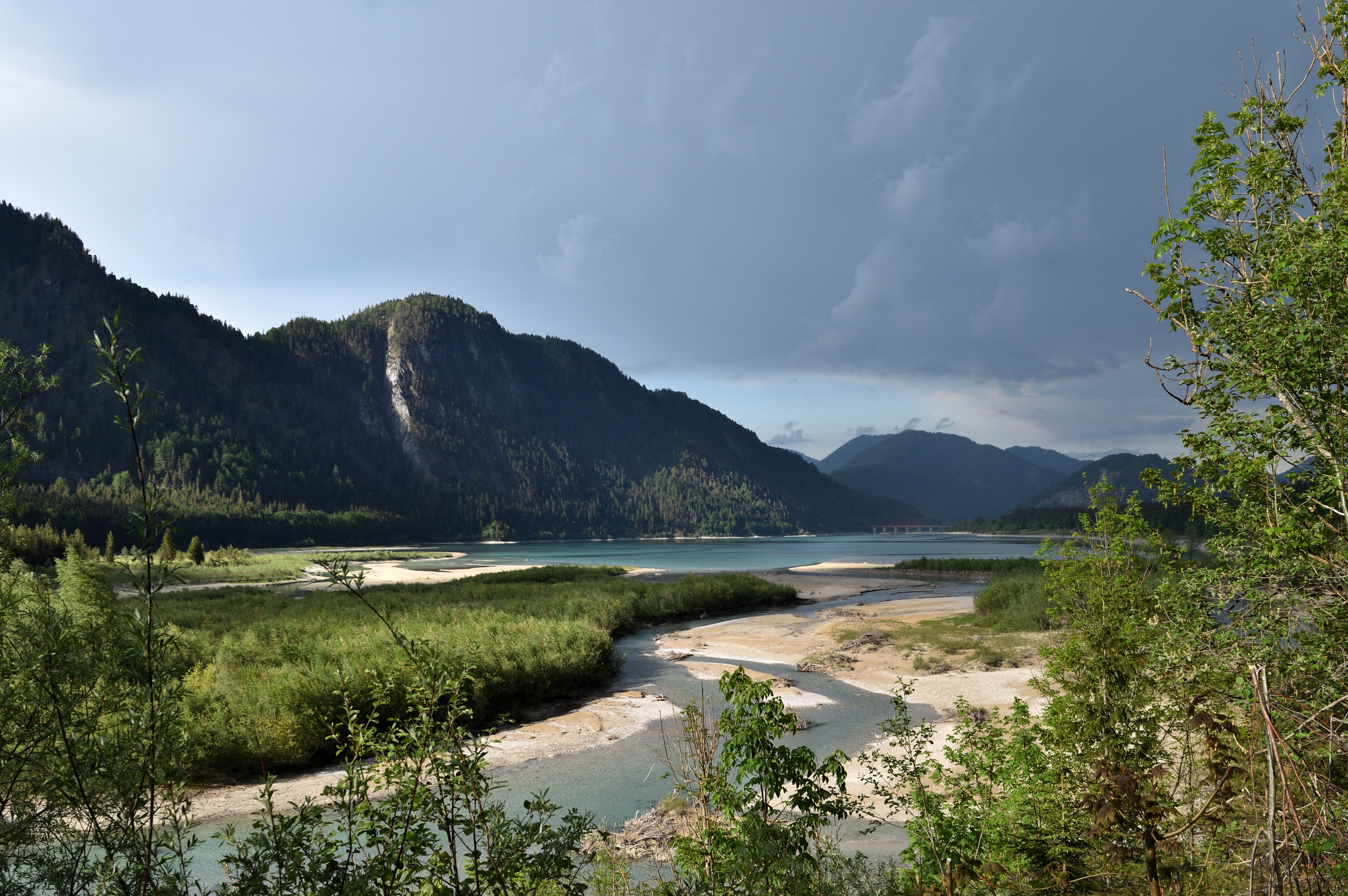
Isarmündung in Sylvensteinspeicher

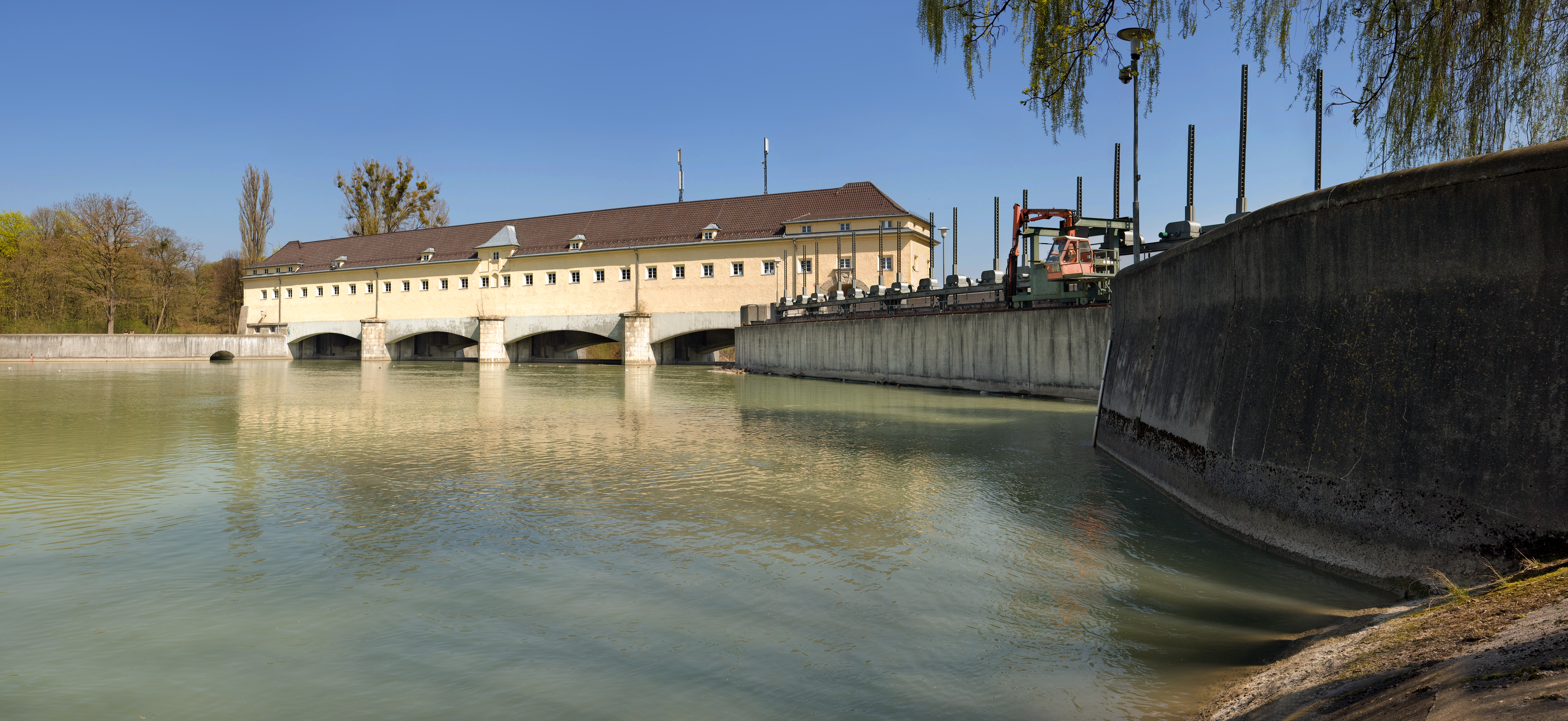
Stauwehr bei München-Oberföhring

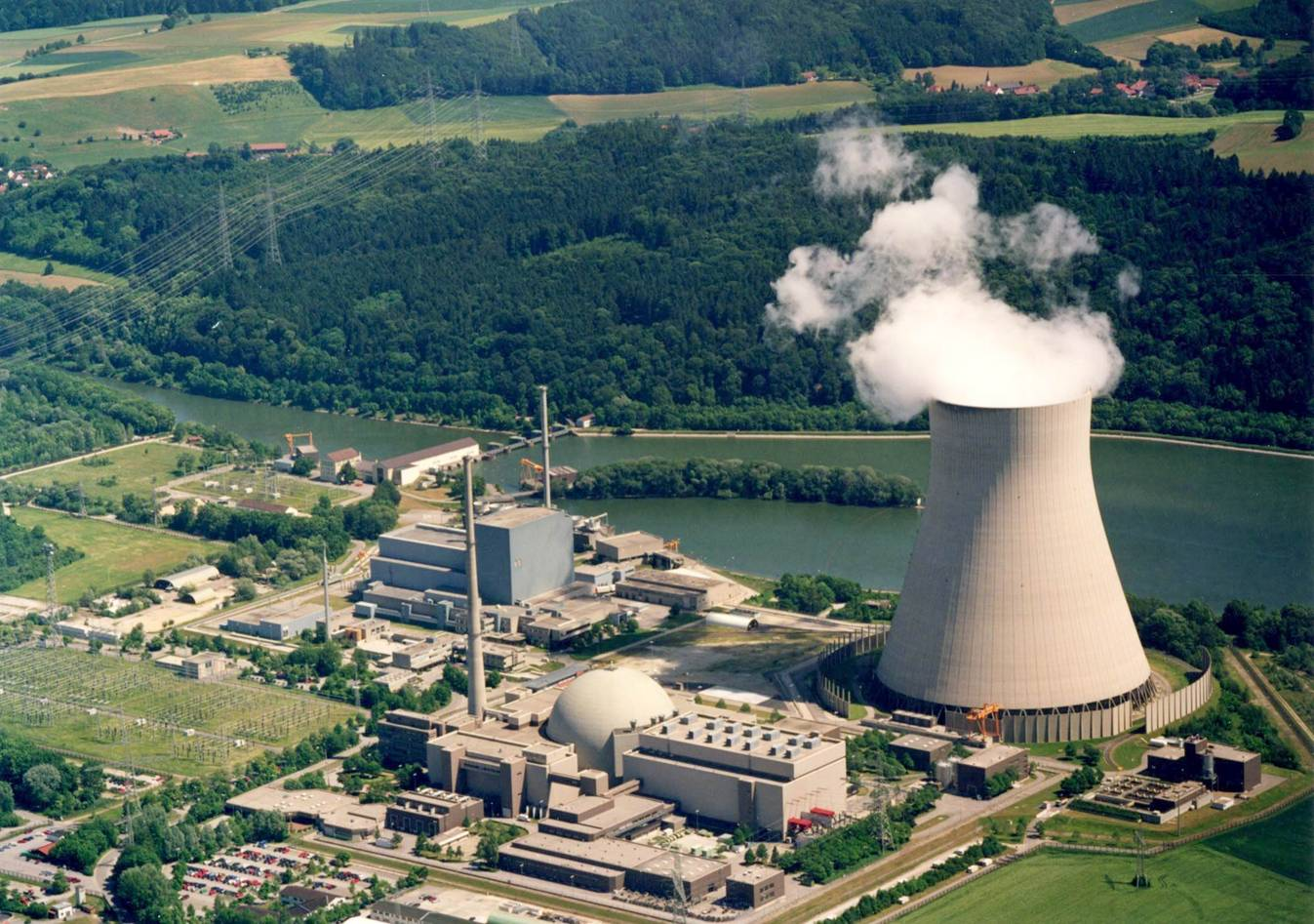
Kernkraftwerk Isar

Die Isar hat keine Bedeutung für die Binnenschifffahrt und somit für den Warenverkehr, da der Fluss über seinen gesamten Verlauf hinweg nicht schiffbar ist. Früher wurden auf der Isar Holz und andere Güter in beträchtlichen Mengen von Mittenwald über München bis an die Donau geflößt. Seit dem Aufkommen von Eisenbahn und Kraftfahrzeugen wird dieser Transportweg so gut wie nicht mehr genutzt. Parallel zum Fluss entstand die Isartalbahn im südlichen Bereich und die Bahnstrecke München–Landshut–Plattling im nördlichen Bereich. Erhebliche wirtschaftliche Bedeutung erlangt der Fluss durch seine Wasserkraft, die zur Stromerzeugung unter anderem durch die Isar-Amper-Werke genutzt wird. Der Umfang der so erzeugten Energie erreicht allerdings nicht einmal mehr ein Prozent des heutigen Strombedarfes in Bayern. Durch die Kühlung des Kernkraftwerks Isar trug die Isar jedoch indirekt zur Energieerzeugung in großem Umfang bei; als noch beide Kernkraftwerksblöcke in Betrieb waren, deckten sie etwa 40 Prozent des bayerischen Strombedarfs.

### Energie
Herkömmliche Wasserkraftwerke benötigen einen gleichmäßig hohen Wasserstand, damit die Energieerzeugung in niederschlagsarmen Monaten nicht zum Erliegen kommt. Dies wurde durch den Bau von mehreren Kanälen sichergestellt, die den Verlauf der Isar begleiten und den größeren Anteil des Flusswassers mit sich führen. Südlich von München versorgt der Mühltalkanal das Wasserkraftwerk Mühltal mit Wasser. Im Stadtgebiet von München liegen am Isar-Werkkanal drei zwischen 1900 und 1930 erbaute Kraftwerke (Isarwerke 1–3) der Stadtwerke München sowie zwei Kraftwerke von E.ON. Aus dem Werkkanal wird bei der Marienklause das Wasser für den Auer Mühlbach ausgeleitet, an dem drei weitere, kleinere Wasserkraftwerke liegen. Am Stauwehr Oberföhring am Nordrand von München zweigt der Mittlere-Isar-Kanal Richtung Erding ab und fließt erst nach über 60 Kilometern wieder zurück ins Flussbett. Ein Kraftwerk am Stauwehr mit einer Leistung von einem Megawatt nutzt das in der Isar verbleibende Wasser. Die Kraftwerke entlang der Isar erzeugen im Durchschnitt etwa zwei Milliarden Kilowattstunden elektrische Energie im Jahr.
Auch der Sylvensteinsee, der 1956 als Hochwasserschutz südlich von Bad Tölz fertiggestellt wurde, wird zur Energiegewinnung genutzt. Der Stausee ist in der Lage, maximal 124 Millionen Kubikmeter Wasser zwischenzuspeichern.
Das Kernkraftwerk Isar östlich von Landshut nutzte das Wasser der Isar zur Kühlung. Durch die Kühlung des Reaktors von Isar II verdunsteten 800 Liter Flusswasser pro Sekunde im Kühlturm; die markante Wasserdampffahne war oft über 100 km hinweg aus den Bayerischen Alpen zu sehen. Bei der Kühlung des 2011 stillgelegten Siedewasserreaktors von Isar I ging i. d. R. kein Wasser für den Fluss verloren, da es um drei Grad Celsius erwärmt wieder in das Flussbett zurückgeleitet wurde. Aus diesem Grund wurde die vorhandene Zellenkühleranlage erweitert und 2009 in Betrieb genommen.

### Tourismus

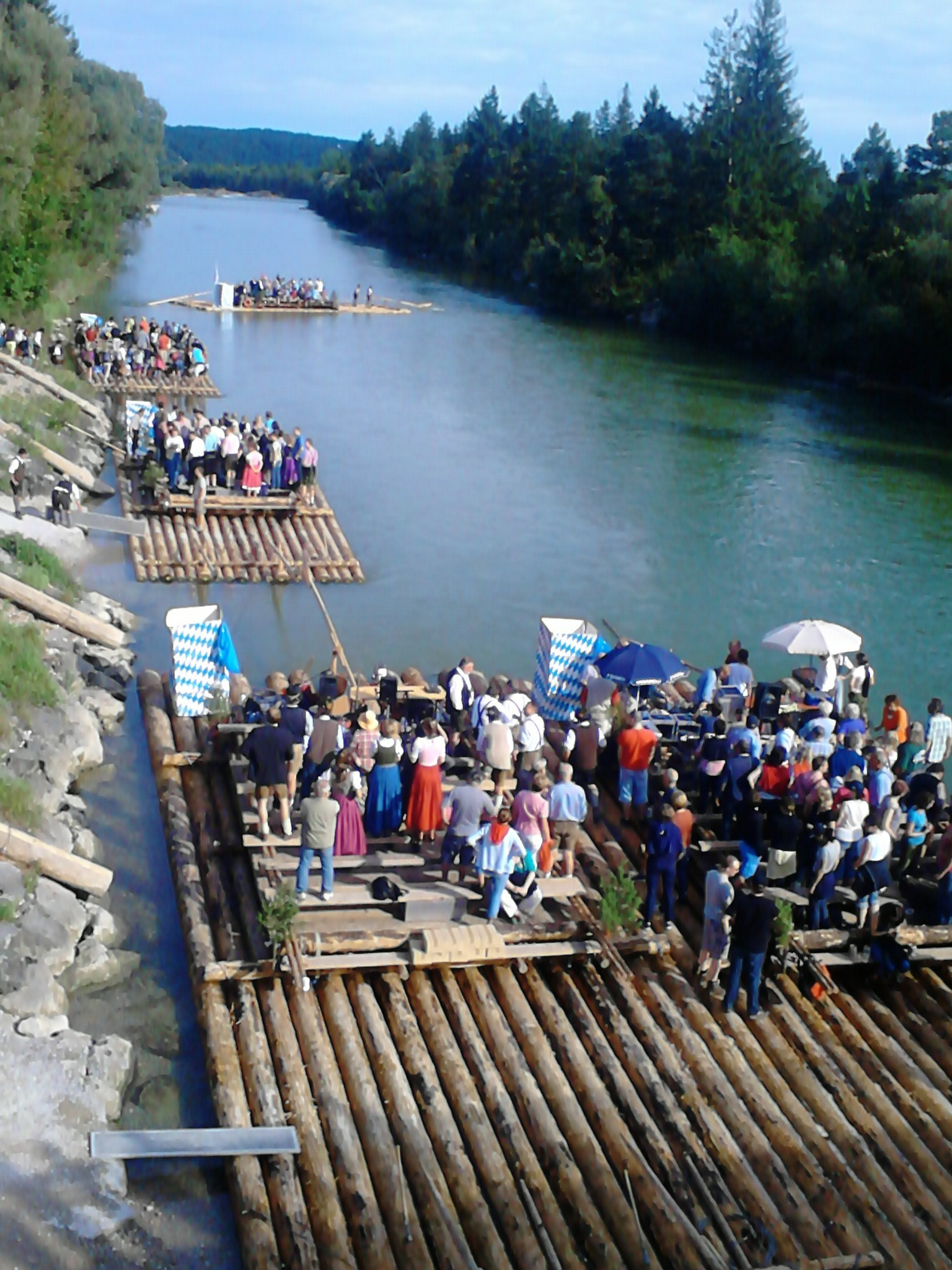
Floßabfahrt in Wolfratshausen

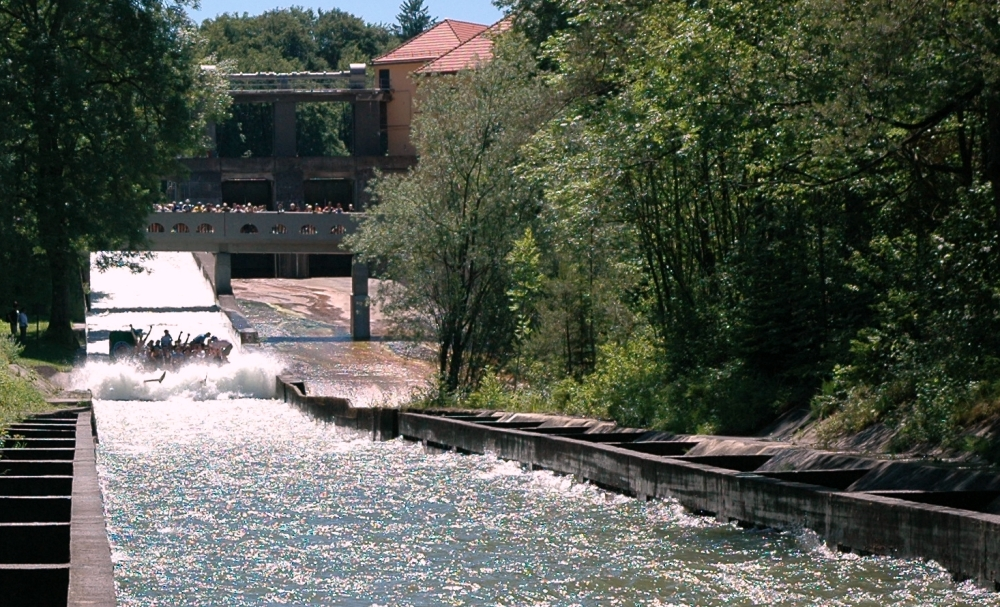
Ein Floß auf Europas längster Floßrutsche

Neben der bayerischen Landeshauptstadt und einer Reihe weiterer sehenswerter Städte entlang der Isar sind zahlreiche Isarlandschaften und Naturschutzgebiete von touristischer Bedeutung: So zum Beispiel der Isarwinkel oder die Pupplinger Au südlich von München. Vom Ursprung bis zur Mündung wird die Isar vom Isarradweg, einem relativ einfach zu fahrenden Fernradweg, begleitet.
Seit einigen Jahrzehnten erlebt auch die Flößerei eine Renaissance im touristischen Sektor. Jährlich fahren in den Sommermonaten bis zu 50.000 Touristen auf großen, bis zu 20 Tonnen schweren Flößen von Wolfratshausen über eine Strecke von 25 Kilometern bis zum Floßkanal in München-Thalkirchen. Die Wehre der Kraftwerke werden dabei durch Schleusenrutschen überwunden. Die Rutsche im Mühltal südlich vom Kloster Schäftlarn überwindet auf einer Länge von 360 Metern rund 18 Höhenmeter und gilt damit als die längste Floßgasse der Welt. Die mit Musikkapelle, Tischen und Bänken, Bewirtungsmöglichkeit mit Bier und Brotzeit und auch einer Bordtoilette ausgestatteten Flöße werden nach der Ankunft am Zielort in ihre einzelnen Bestandteile zerlegt, auf Lkws flussaufwärts gebracht und dort für die nächste Fahrt wieder zusammengesetzt.
Das Befahren der Isar mit Kanus oder ähnlich kleinen und wendigen Booten ist über Teilstrecken problemlos möglich. Allerdings stellt die aktuell (2018) steigende Zahl solcher Flussfahrten für Flora und Fauna ein Problem dar. Bei hoher Wasserführung können an der Wittelsbacher Brücke in München Stehende Wellen zum Flusssurfen oder Playboating genutzt werden.
An einigen Stellen entlang der Isar wird nackt gebadet, so beispielsweise nördlich von Wolfratshausen im Bereich der Pupplinger Au. Im südlichen Stadtgebiet von München sind sogar FKK-Gelände offiziell ausgewiesen. Viele Münchner lassen sich allerdings – unabhängig von offiziellen Ausweisungen – auch im inneren Stadtbereich nackt am Ufer oder auf den Kiesinseln von der Sonne bräunen.

## Die Isar in Kunst, Literatur und Musik

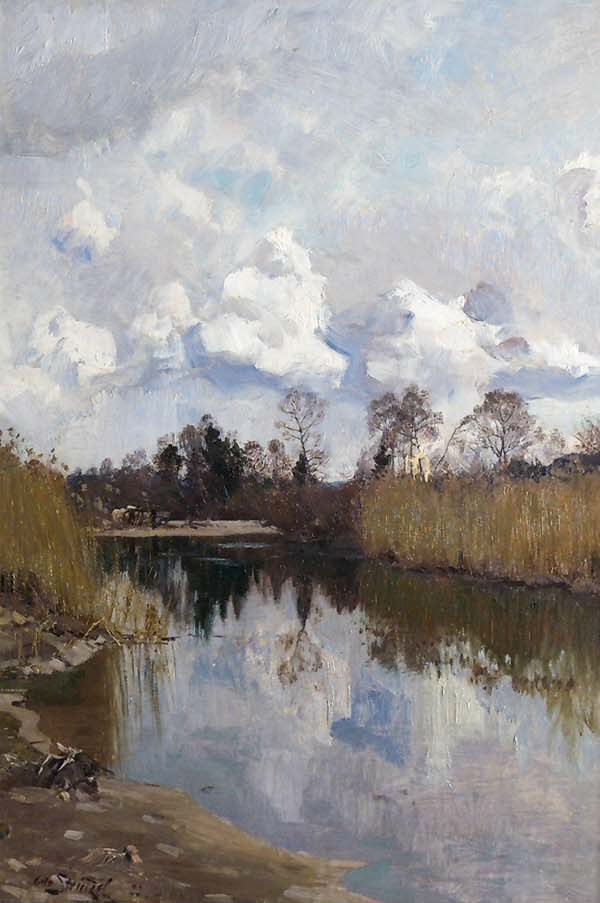
Otto Strützel: Isar-Wasser (1908)

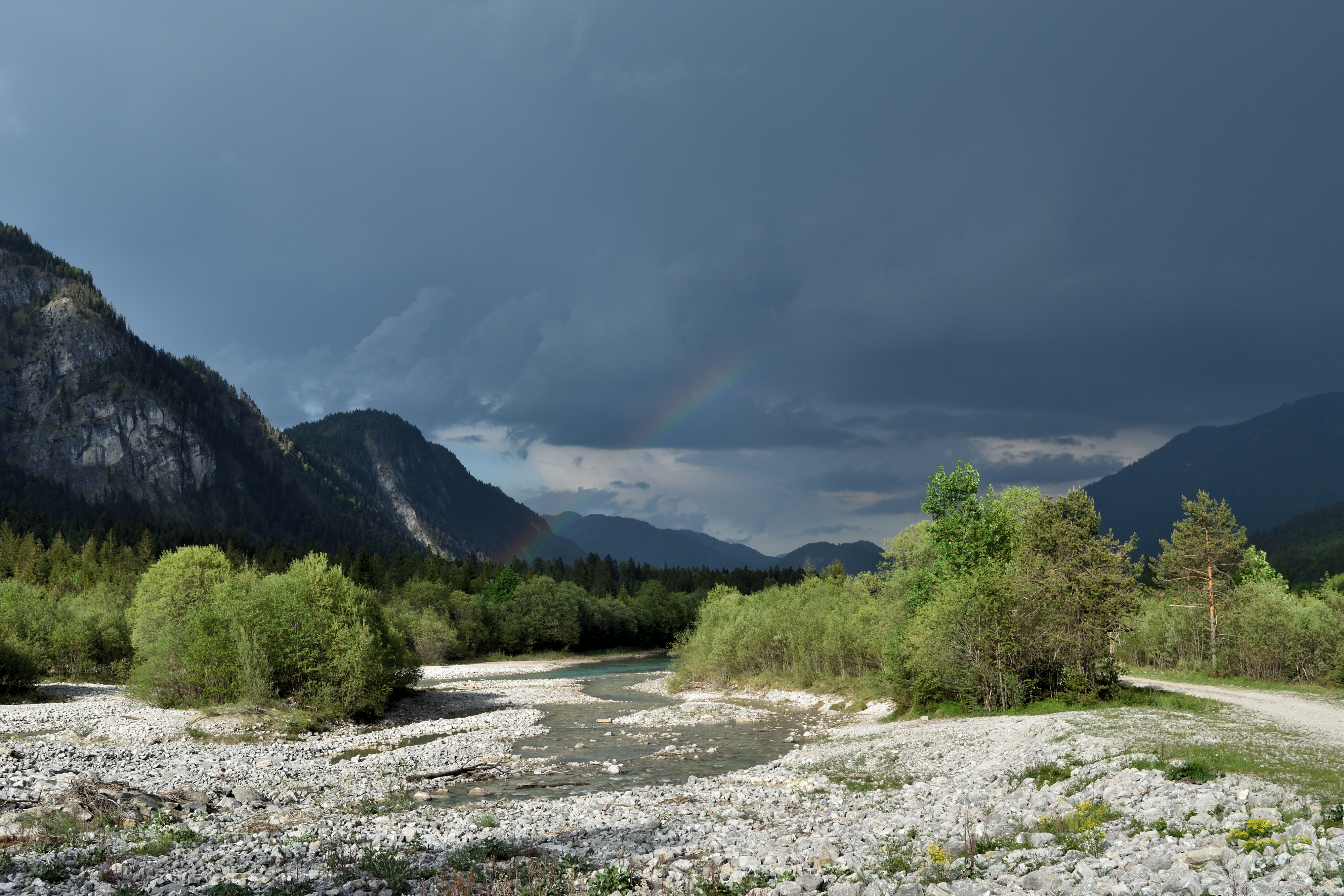
Isar bei Geschiebesperre westlich des Sylvensteinsees

Die ältesten Darstellungen der Isar entstanden vor religiösem Hintergrund. So stellt ein Altarbild aus dem Jahre 1480 in der Jakobskirche in Lenggries das Martyrium des Apostels Jakobus dar. Der unbekannte Künstler verlegte die Enthauptung, die in Jerusalem stattfand, an das Ufer der Isar.
Im 19. Jahrhundert entdeckten Künstler der Münchner Schule - wie Wilhelm Scheuchzer, Joseph Wenglein und Wilhelm von Kobell – die Isar als Motiv für ihre Bilder. Dank der realistischen Darstellung der Motive haben ihre Gemälde auch einen historischen Wert für die Dokumentation der Flussumgebung vor ihrer massiven Verbauung.
In seinem Heimatroman Der Jäger von Fall setzte Ludwig Ganghofer den Bewohnern des Isarwinkels ein Denkmal für ihre Heimatliebe und machte damit auch die Flusslandschaft der Isar überregional bekannt. Aber auch die neuere Literatur enthält Geschichten und Fakten über den Alpenfluss. Carmen Rohrbach beschreibt in ihrem Buch Der grüne Fluss eindrucksvoll ihre Wanderung von den Quellen bis zur Flussmündung.
Der Liedermacher und bayrische Bluessänger Willy Michl schildert in seiner Hymne Isarflimmern die Schönheit des Alpenflusses: „(…) Sommersonne auf weißem Kies, daneben der smaragdgrüne Fluss, wenn dann noch die Zeit still steht – dann ist das Isarflimmern im Paradies.“
In der Hymne „Isarmärchen“ der Münchner Volkssängerin Bally Prell findet sich eine Liebeserklärung an die Isar, die prägend die bayerische Landeshauptstadt durchzieht. So lautet der Refrain: „… und wenn der blaue Himmel lacht … rauscht die Isar ihr uraltes Liedlein dazu, schön wie ein Märchen, mein München bist Du“.
Der Münchner Komponist Quirin Amper Jr. beschreibt den Verlauf des Flusses in seiner Suite für großes Orchester, volkstümliche Gruppen und Erzähler Die Isar von der Quelle bis zur Mündung in die Donau.
Mit der Buch- und Veranstaltungsreihe „Die neue Isar“ hat Ralf Sartori im Rahmen des „Nymphenspiegel Kulturforums“ ein umfassendes Isar-Kulturprojekt initiiert, das mittels der auf unbegrenzte Dauer angelegten Isarbuchreihe, die Isar ganzheitlich – literarisch und fachlich – durch Beiträge einer Vielzahl hochkarätiger und wechselnder Autoren reflektiert, in Form eines Buchflusses, der jährlich mit einem weiteren Isarband erscheint. Flankiert wird diese Reihe durch eine Vielzahl von Isarführungen, Isarfesten und Kunstprojekten am Fluss.